# Pleumeur-Bodou
Ne pas confondre avec les communes de Plomeur (Finistère) et Ploemeur (Morbihan)
Pleumeur-Bodou [plømœʁ bodu] est une commune des Côtes-d'Armor en région Bretagne.
Ses habitants sont appelés les Pleumeurois.
La devise de la commune est « Dreist mor ha douar », ce qui, en breton, veut dire « Par-delà mer et terre ».

## Toponymie
Le nom de la localité est attesté sous les formes Plebs Magna Podou en 1330, Plebs Boudou en 1330, Plebs Magna Podou vers 1330, fin XIVe siècle, Ploemeur-Bodou en 1426 et en 1481, Pleumeur-Bodou en 1486, Ploemeur Podou en 1543 et Plemeur-Bodou sous l'Ancien Régime.
La prononciation du nom de la localité en breton a été relevée sous la forme Pleuveur. Pleuveur-Bodoù en breton moderne.
Plusieurs hypothèses expliquent le nom "Pleumeur-Bodou" :
- Ploemeur est formé avec le vieux breton ploe (paroisse) et meur (grand), « Grande-Paroisse », par opposition à sa voisine Pleubian, formé avec ploe (paroisse) et bihan (petit).
- Bodou pourrait provenir :
  - soit du mot breton bod qui signifie bosquet, petit bois, et bodoù est son pluriel. Dans ce cas Pleumeur-Bodou est la  paroisse dans les Bois[2].
  - soit du fait que saint Bodo (ou Podo) aurait fondé la commune,
  - soit du vieux breton Bodou, issu du gaulois boduos, bodua (corneille), divinité guerrière[5].

La commune prendra son nom définitif à partir du XVe siècle.

## Géographie

### Situation
La commune de Pleumeur-Bodou est située à l'extrémité nord-ouest du département des Côtes-d'Armor et du pays du Trégor sur les bords de la Manche.
Pleumeur-Bodou compte une frontière commune avec Lannion, Trébeurden, Trégastel, Perros-Guirec et Saint-Quay-Perros. À l'extrémité sud-est de la commune, il existe d'ailleurs un endroit nommé Pont-ar-Pevar-Person (le Pont-des-Quatre-Recteurs), où Pleumeur-Bodou, Lannion, Perros-Guirec et Saint-Quay-Perros se joignent en un seul point.
La commune est notamment composée du bourg et de nombreux villages ou hameaux, dont les principaux se nomment Coatréhouezan, Crec'h-Caden, Crec'h-Lagadurien, le Dossen, Gweradur, Keraliès, Kerellé, Kerenoc, Kerianegan, Kernéan, Kervégan, Kerviziou, Keryvon, Landrellec, Notérigou, Penvern, Pont-Coulard, Saint-Antoine, Saint-Samson, Saint-Uzec... Pleumeur-Bodou compte aussi une île densément peuplée, l'Île-Grande (Enez Veur en breton), reliée au continent par un pont.
| La Manche  | La Manche      | Trégastel         |
| Trébeurden | Pleumeur-Bodou | Perros-Guirec     |
| Lannion    | Lannion        | Saint-Quay-Perros |

### Site

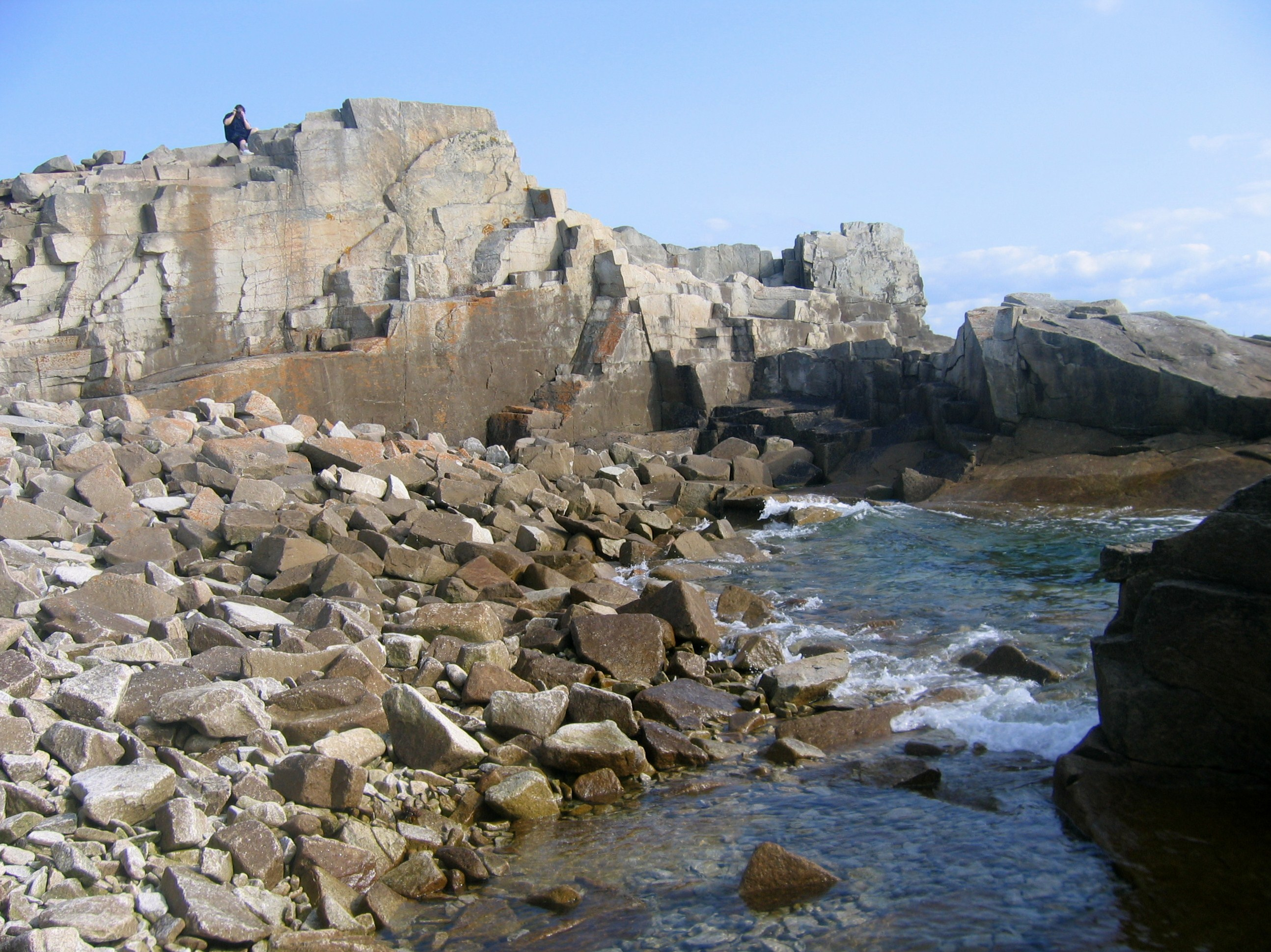
L'Île-Grande, les anciennes carrières.

Comme dans la plupart des communes littorales de Bretagne nord, le bourg de Pleumeur-Bodou s'est développé en hauteur à 94 m d'altitude et à plus de 2 km des côtes. Le point le plus élevé (102 m) se trouve à Penn Ar C'hleuyo près de Gweradur (à l'est du territoire). La commune est située sur un sol granitique, d'où les nombreuses carrières de granit qui furent exploitées au fil des ans.

### Espaces naturels
Le littoral pleumeurois s'étend sur 17 kilomètres. Les principaux sites sont l'île-Grande, la baie de Keryvon et la presqu'île de Landrellec. La commune compte plusieurs plages, notamment celles de Pors-Gelen, de Toul-Gwenn, de Keryvon et de Landrellec. De nombreux îlots parsèment la côte. Les plus connus sont l'île Aganton (dite localement Canton), l'île Losket, l'île d'Erc'h, l'île Morvil et surtout l'île d'Aval (peut-être l'île d'Avalon de la mythologie arthurienne), où, selon la légende, le roi Arthur serait en dormition (L'île d'Aval est une propriété privée, sa visite est donc interdite ; elle a été vendue en 2020).
La commune accueille aussi un bois qu'elle partage avec Trébeurden : le bois de Lann-Ar-Waremm (en français : les landes de garennes). Ce bois s'étend sur environ 300 hectares, dont un peu plus de 200 se trouvent sur la commune de Pleumeur-Bodou. Le bois est surtout composé de hêtres, chênes, bouleaux, saules, peupliers et châtaigniers, et accueille aussi des chevreuils, bécasses, écureuils, renards, et de nombreuses espèces d'oiseaux.
Quelques ruisseaux côtiers parcourent la commune : le Kerduel se jette dans la rade de Perros-Guirec, le Ker-Huel à Penvern, et le Samson dans la baie de Keryvon. Pleumeur-Bodou compte aussi de nombreux circuits de randonnée pédestre et VTT sur le littoral, dans les bois ou à travers la lande.

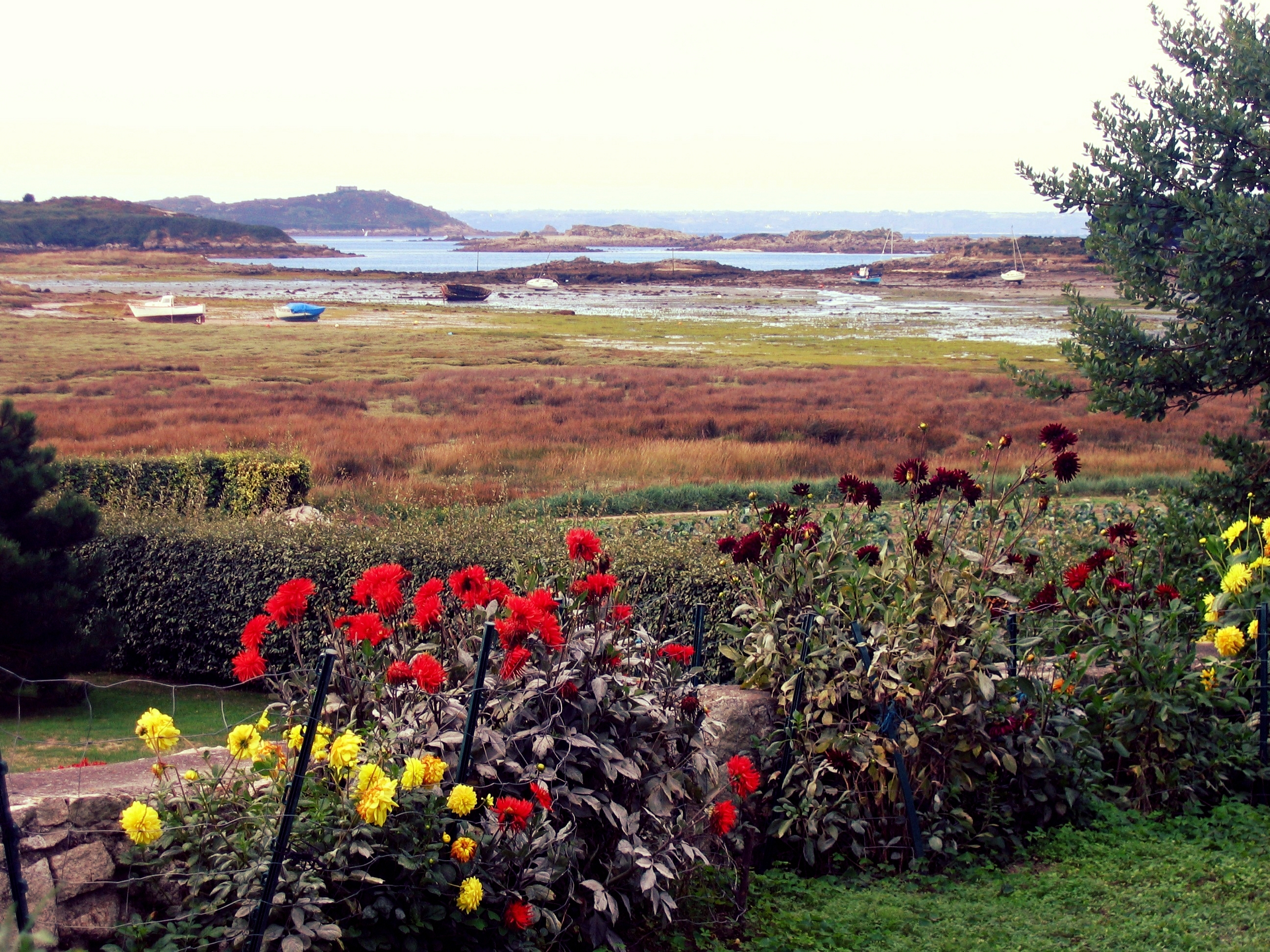
Sur le chemin d'An Ervillo.
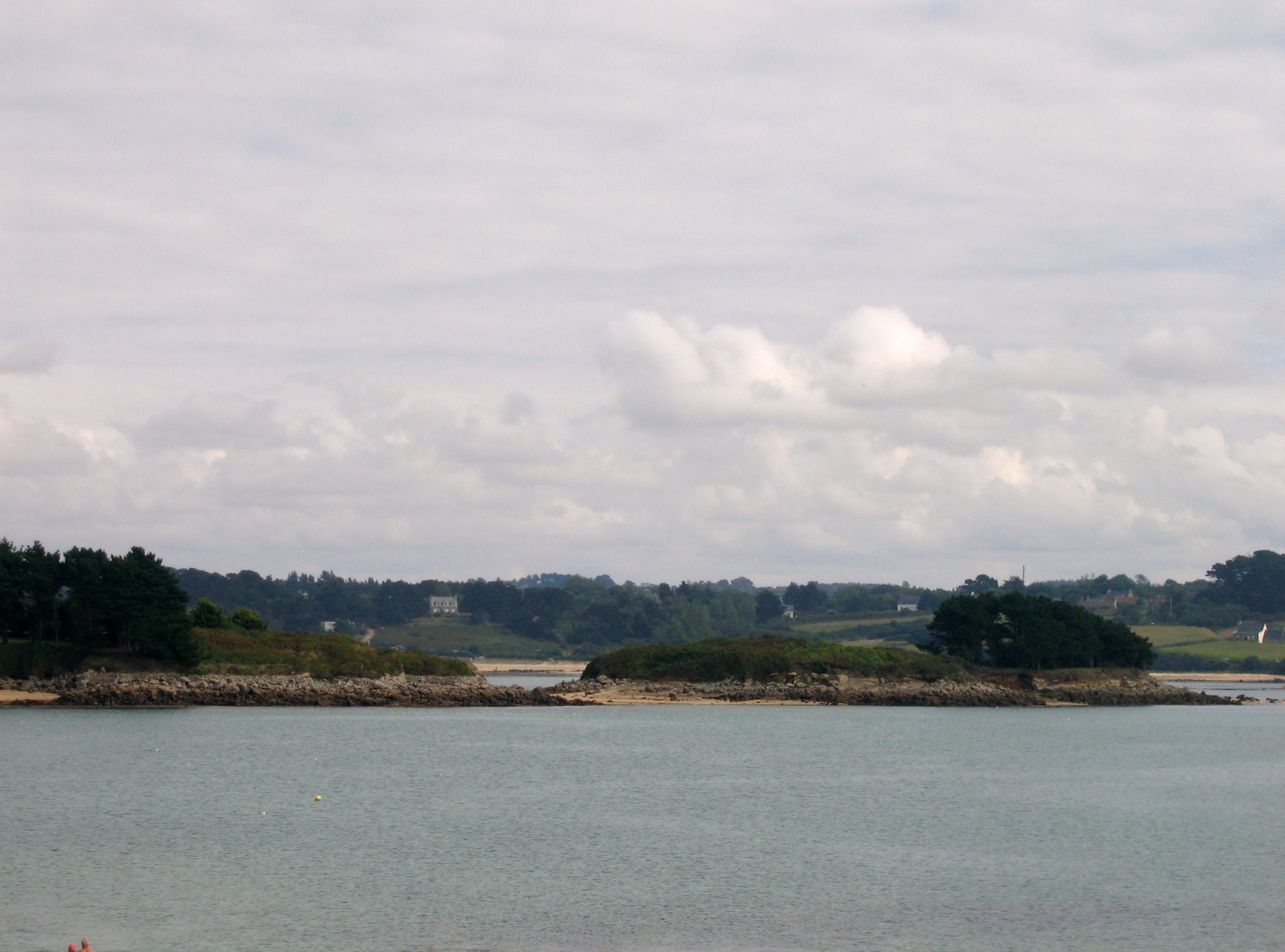
L'île d'Aval vue de l'Île-Grande.
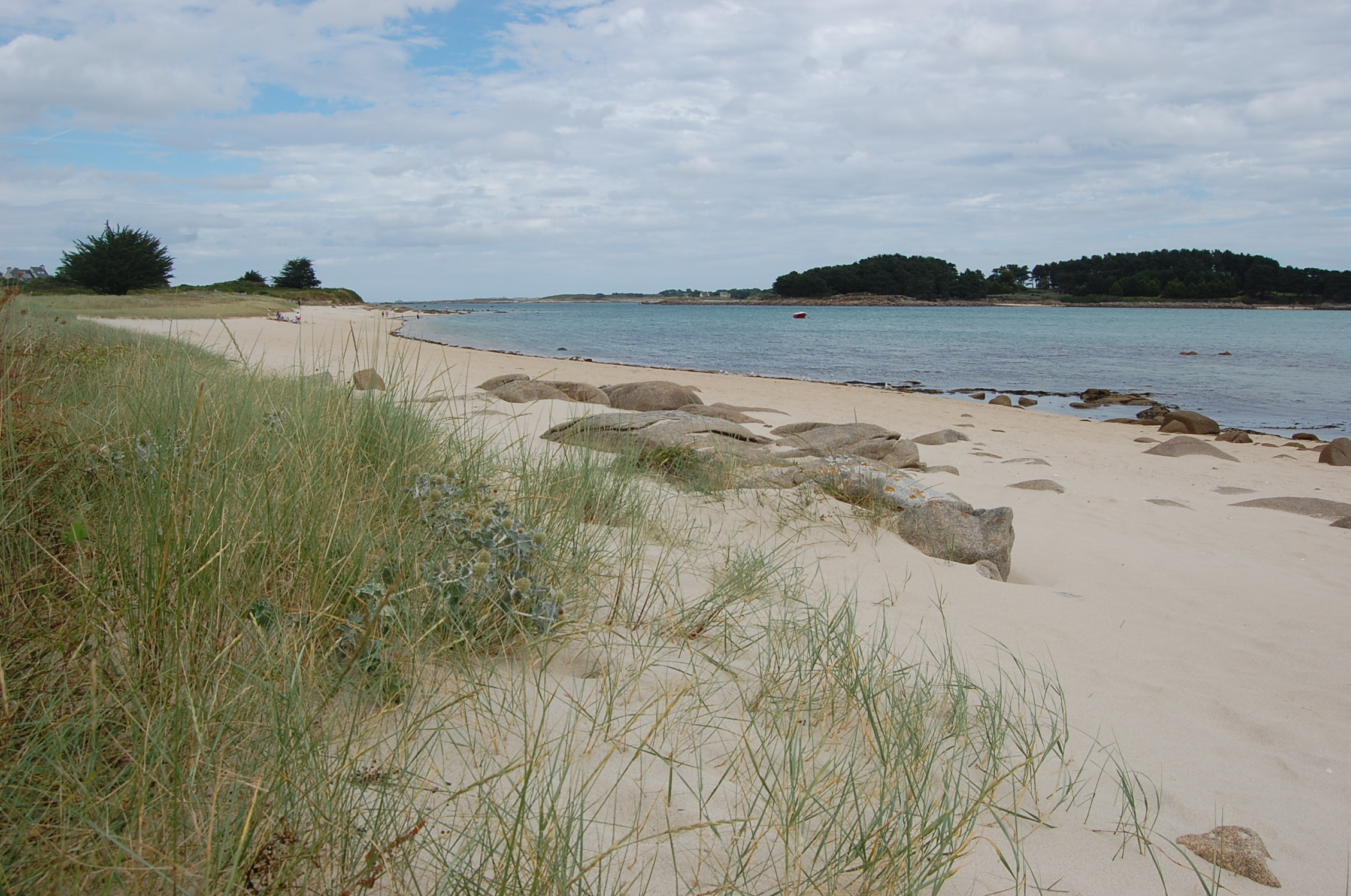
La plage de Toul-Gwenn à l'Île-Grande
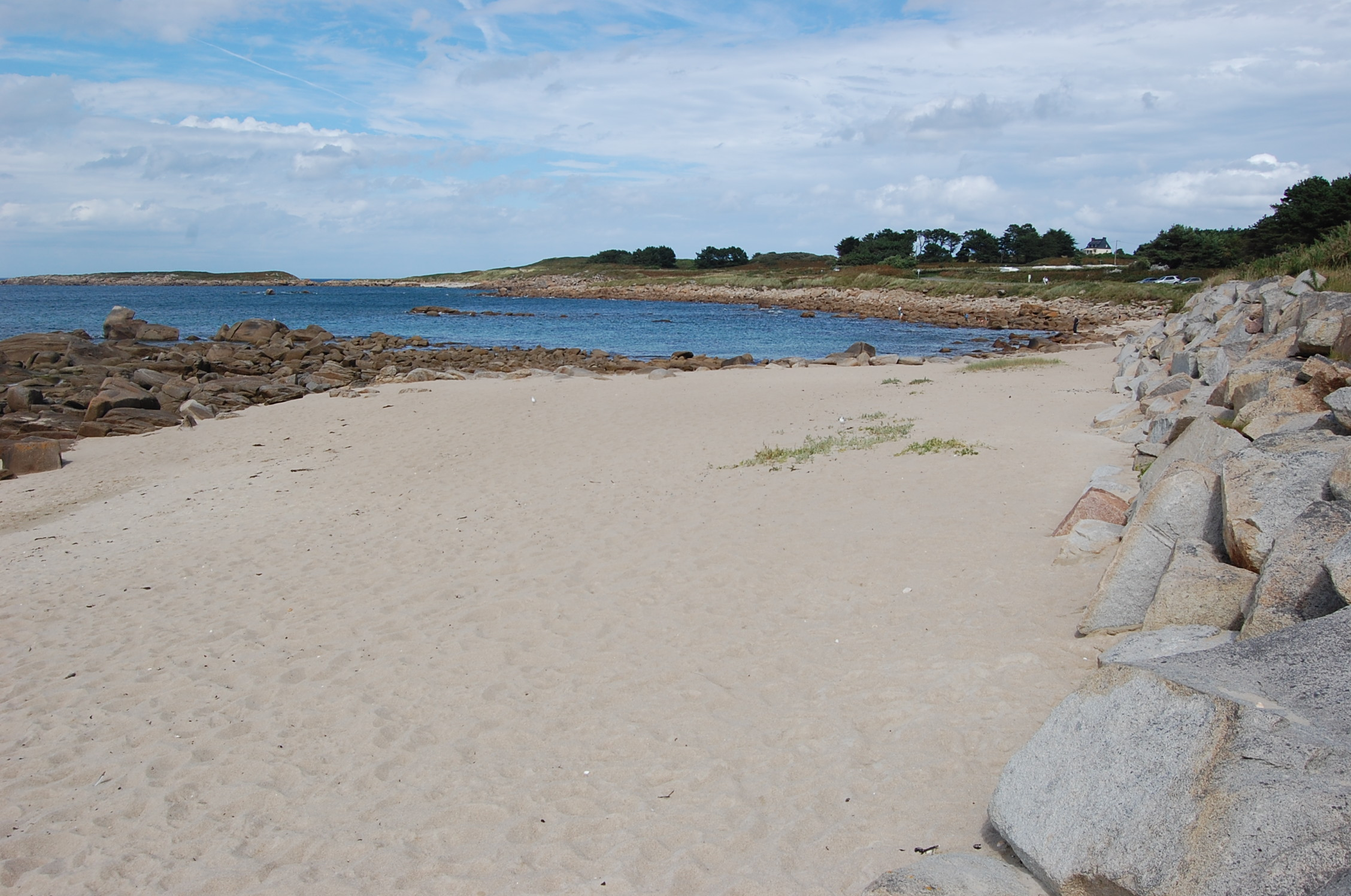
Une plage de Landrellec.

### Hydrographie
Pour un article plus général, voir Réseau hydrographique des Côtes-d'Armor.
La commune est située dans le bassin Loire-Bretagne. Elle est drainée par le Kerduel et le ruisseau de Kerhuel,,.

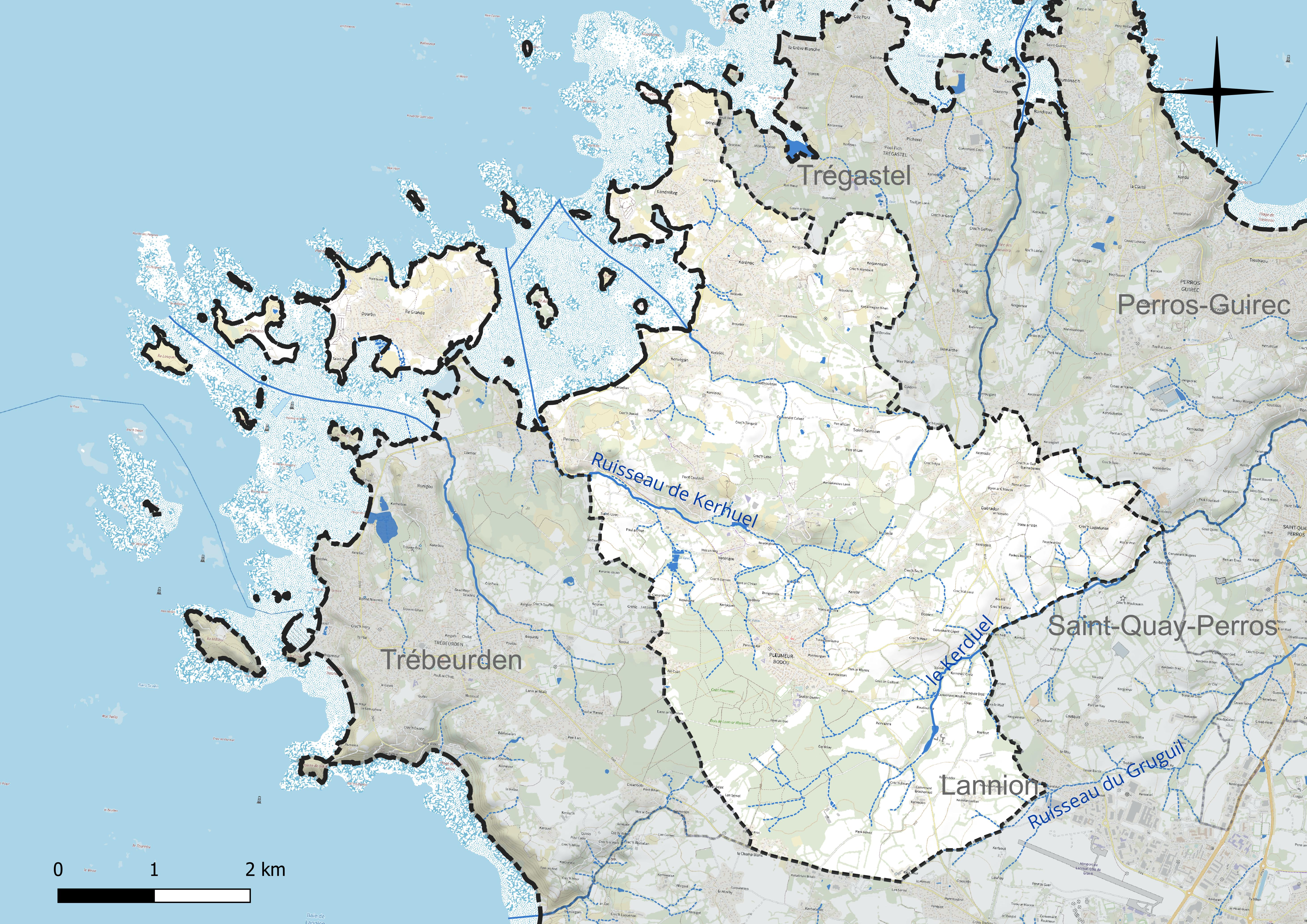
Réseau hydrographique de Pleumeur-Bodou.

### Climat
Pour des articles plus généraux, voir Climat de la Bretagne et Climat des Côtes-d'Armor.
En 2010, le climat de la commune est de type climat océanique franc, selon une étude du Centre national de la recherche scientifique s'appuyant sur une série de données couvrant la période 1971-2000. En 2020, Météo-France publie une typologie des climats de la France métropolitaine dans laquelle la commune est exposée à un climat océanique et est dans la région climatique Finistère nord, caractérisée par une pluviométrie élevée, des températures douces en hiver (6 °C), fraîches en été et des vents forts. Parallèlement l'observatoire de l'environnement en Bretagne publie en 2020 un zonage climatique de la région Bretagne, s'appuyant sur des données de Météo-France de 2009. La commune est, selon ce zonage, dans la zone « Littoral », exposée à un climat venté, avec des étés frais mais doux en hiver et des pluies moyennes.  
Pour la période 1971-2000, la température annuelle moyenne est de 11,1 °C, avec  une amplitude thermique annuelle de 10 °C. Le cumul annuel moyen de précipitations est de 945 mm, avec 15,4 jours de précipitations en janvier et 7,9 jours en juillet. Pour la période 1991-2020, la température moyenne annuelle observée sur la station météorologique la plus proche, située sur la commune de Lannion à 6 km à vol d'oiseau, est de 11,6 °C et le cumul annuel moyen de précipitations est de 929,5 mm,. Pour l'avenir, les paramètres climatiques de la commune estimés pour 2050 selon différents scénarios d'émission de gaz à effet de serre sont consultables sur un site dédié publié par Météo-France en novembre 2022.

## Urbanisme

### Typologie
Au 1er janvier 2024, Pleumeur-Bodou est catégorisée commune rurale à habitat dispersé, selon la nouvelle grille communale de densité à 7 niveaux définie par l'Insee en 2022.
Elle appartient à l'unité urbaine de Lannion, une agglomération intra-départementale dont elle est une commune de la banlieue,. Par ailleurs la commune fait partie de l'aire d'attraction de Lannion, dont elle est une commune de la couronne,. Cette aire, qui regroupe 40 communes, est catégorisée dans les aires de 50 000 à moins de 200 000 habitants,.
La commune, bordée par la Manche, est également une commune littorale au sens de la loi du 3 janvier 1986, dite loi littoral. Des dispositions spécifiques d’urbanisme s’y appliquent dès lors afin de préserver les espaces naturels, les sites, les paysages et l’équilibre écologique du littoral, tel le principe d'inconstructibilité, en dehors des espaces urbanisés, sur la bande littorale des 100 mètres, ou plus si le plan local d’urbanisme le prévoit.

### Occupation des sols
L'occupation des sols de la commune, telle qu'elle ressort de la base de données européenne d’occupation biophysique des sols Corine Land Cover (CLC), est marquée par l'importance des territoires agricoles (56,1 % en 2018), en augmentation par rapport à 1990 (53,9 %). La répartition détaillée en 2018 est la suivante : 
zones agricoles hétérogènes (40,3 %), zones urbanisées (20,5 %), forêts (15,1 %), terres arables (8,4 %), prairies (7,4 %), milieux à végétation arbustive et/ou herbacée (3,3 %), espaces verts artificialisés, non agricoles (1,9 %), zones humides côtières (1,7 %), zones industrielles ou commerciales et réseaux de communication (1,4 %). L'évolution de l’occupation des sols de la commune et de ses infrastructures peut être observée sur les différentes représentations cartographiques du territoire : la carte de Cassini (XVIIIe siècle), la carte d'état-major (1820-1866) et les cartes ou photos aériennes de l'IGN pour la période actuelle (1950 à aujourd'hui).

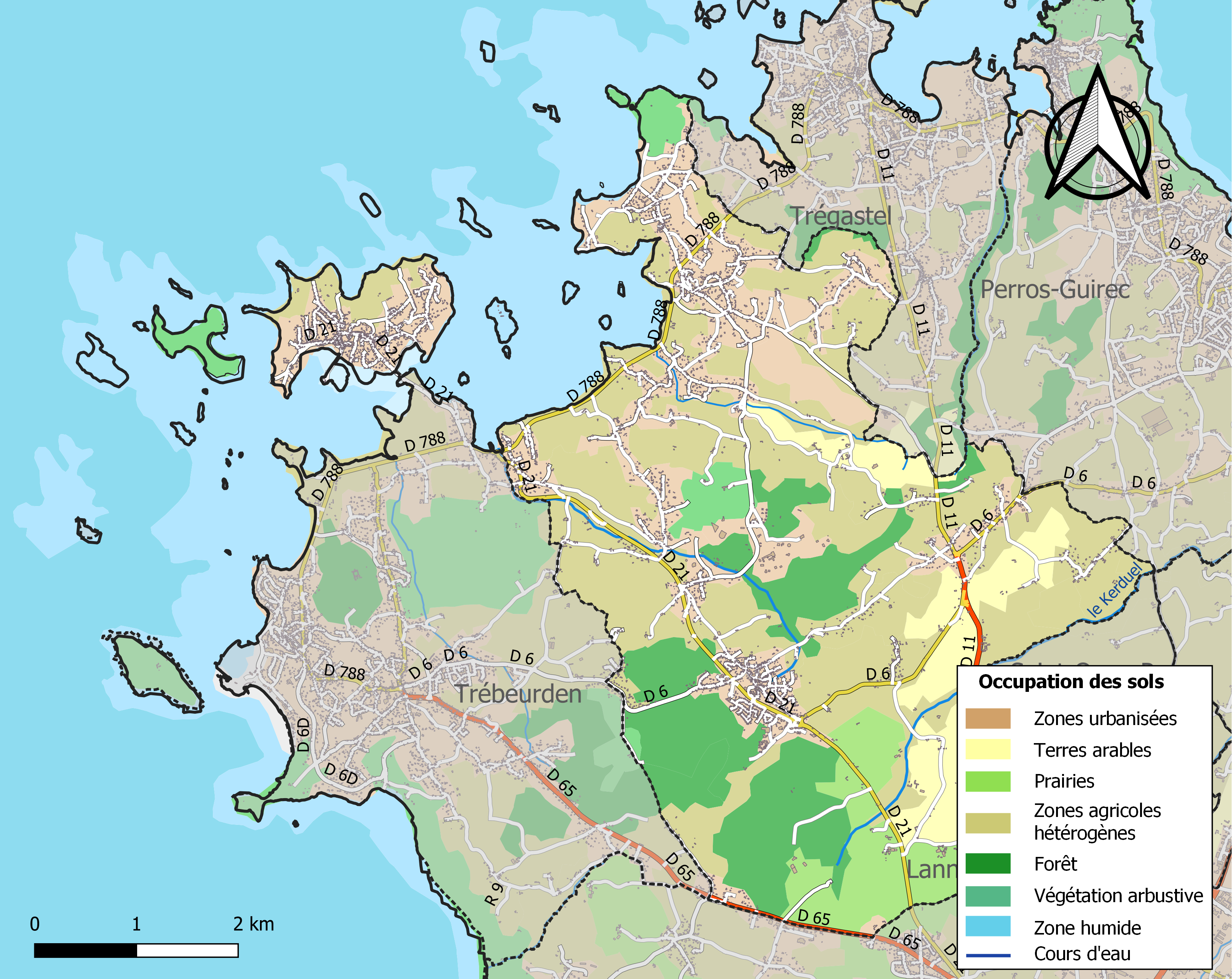
Carte des infrastructures et de l'occupation des sols de la commune en 2018 (CLC).

## Histoire

### Ancienneté du peuplement

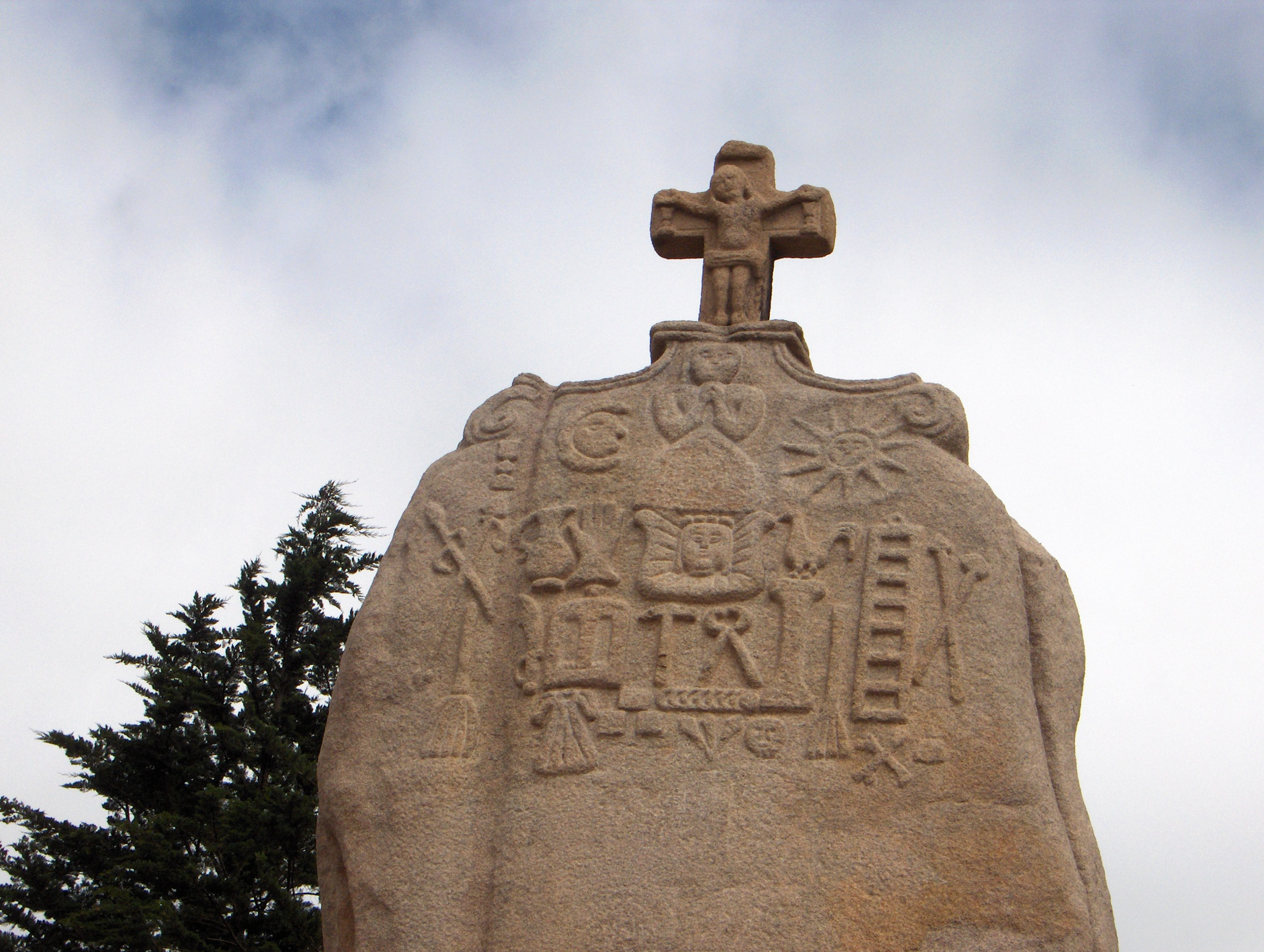
Menhir christianisé de Saint-Uzec

Pleumeur-Bodou est habité depuis très longtemps par l'homme. Des vestiges le prouvent.
Les premières traces humaines remontent au Paléolithique inférieur (entre 600 000 et 300 000 ans). Elles sont certainement l'œuvre d'Homo erectus ou plus spécifiquement Homo heldelbergensis. À l'est de l'île d'Aval, une ancienne plage fossile fait apparaître des outils grossiers en quartz, principalement des choppers. Près de l'île Jaouen, un superbe chopping tool en quartz a également été recueillie dans la falaise de lœss.
On trouve ensuite des traces de la présence de l'Homme de Néanderthal au Paléolithique moyen (300000-45000 ans av. J.-C.). En 1983, un premier biface a été découvert au lieu-dit Keryvon. Deux autres ont été recueillis sur cette plage depuis. A Toul-ar-Staon (nord-ouest de l'Île-Grande), ce sont les traces d'un foyer qui ont été découvertes avec de nombreux outils et éclats de silex taillés (racloirs et denticulés). Il en est de même au sud de l'île d'Aval et au nord de l'île Jaouen.
Les premiers indices de l'Homme de Cro-Magnon (Homo sapiens) du Paléolithique supérieur (45000-10000 ans av. J.-C.), viennent également de Toul-ar-Staon avec une très belle pointe pédonculée de la Font-Robert et un grattoir à épaulement sur lame de silex. Ces outils datent du Gravettien soit environ 35000 av. J.-C.
Les derniers chasseurs-cueilleurs du Mésolithique (10000-5000 av. J.-C.) ont laissé des indices, des microlithes en silex sur les îles d'Aval, d'Erc'h et Jaouen.
Le menhir de Saint-Uzec fut dressé au Néolithique (5000-2000 ans av. J.-C.). Il pèse 80 tonnes, mesure environ 6 m de hauteur (hors-sol, environ 1/3 dans le sol) et 2,6 m de largeur. D'autres menhirs existent encore sur la commune, le menhir de Saint-Samson et le menhir de Bringuiller, le menhir du golf de Saint-Samson et le menhir de Kervegano.
On trouve deux allées couvertes à Pleumeur-Bodou : l'une à l'Île-Grande, l'autre à Keryvon et une sépulture à entrée latérale à Enez-Vihan. Ces dolmens ou sépultures datent de la fin du Néolithique (3500-2500 av. J.-C.). Il faut rajouter un dolmen ruiné à Roscané sur Landrellec.
La vie quotidienne de ces premiers agriculteurs-éleveurs est avérée par la découverte de nombreuses haches polies en dolérite de Plussulien et en fibrolites diverses provenant du Finistère. Les meules dormantes en granite ne sont pas rares et souvent trouvées en domaine maritime. À ces outils emblématiques du Néolithique, il faut ajouter de nombreuses pointes de flèche en silex, des grattoirs et même quelques parures (bracelet en schiste ou encore feuilles d'or). À Landrellec, deux traces d'habitats sur terre battue peuvent être même observées sur l'estran.
L'époque gauloise est aussi visible sur la commune. Les sites les plus remarquables sont des ateliers de production de sel marins. Ceux de Landrellec et d'Enez Vihan ont été fouillés dans les années 1990. De structure très similaire, ces ateliers se caractérisent par un four central et de plusieurs cuves de saumure. Ces sites sont riches en briqueterie (briques, pots et handbricks), caractéristique de ces ateliers mais aussi de poteries domestiques graphitées. Une belle applique en bronze montrant des rameaux végétaux a également été découverte sur le site. Un troisième site se trouvait en face de l'île Jaouen, mais ce dernier a été partiellement détruit lors de la marée noire de 1968.
Enfin, il faut mentionner l'existence de deux stèles gauloises en granite, l'une trouvée au Dossen et la seconde au centre de télécommunications spatiales. Malheureusement, elles ont disparu toutes les deux.

### VIesiècle: fondation de la paroisse
Au VIe siècle, un moine venu des îles britanniques, se nommant Bodo (ou Podo) s'établit en Armorique. Il fonde une paroisse sur un territoire très vaste puisqu'elle s'étendait sur les actuelles communes de Pleumeur-Bodou, Trébeurden, Trégastel, Perros-Guirec, Saint-Quay-Perros, et l'ouest de Lannion (Servel).
À la même époque, un autre moine, Uzec, fonde un petit monastère sur un territoire très limité allant de la chapelle au menhir du même nom, mais sur lequel il eut une grande influence. D'autres moines s'installèrent plus tard sur l'île Aganton et l'île d'Aval.

### Période médiévale: l'emprise de deux seigneuries

Blason Keruzec
Blason Kerduel

Au Moyen Âge, deux seigneuries se partageaient le territoire. D'un côté, celle de Keruzec. De l'autre, celle de Kerduel. La première s'étendait de la chapelle de St-Uzec au moulin à vent de Keraliès. La seconde s'organisait autour de son château dont les parties les plus anciennes datent du XIIe siècle. Les seigneurs de Keruzec et de Kerduel avaient cour et juridiction. On trouve encore les traces d'un ancien gibet au Dossen.
La paroisse comptait aussi quelques seigneuries secondaires (Krec'h Kariou, Gweradur…).

### Les origines du patrimoine religieux
- La commune compte deux églises :
  - L'église Saint-Pierre au bourg : une église datant du début du XVIIIe siècle fut démolie quand elle devint trop petite pour accueillir tous les paroissiens. En 1844, on en reconstruit une au même endroit. La première messe dans la nouvelle église fut célébrée seulement sept mois après le début des travaux.
  - L'église Saint-Marc à l'Île-Grande : il y avait autrefois la chapelle Saint-Sauveur, mais elle fut détruite par la foudre. Les habitants de l'île entreprirent alors de construire une église en 1909.

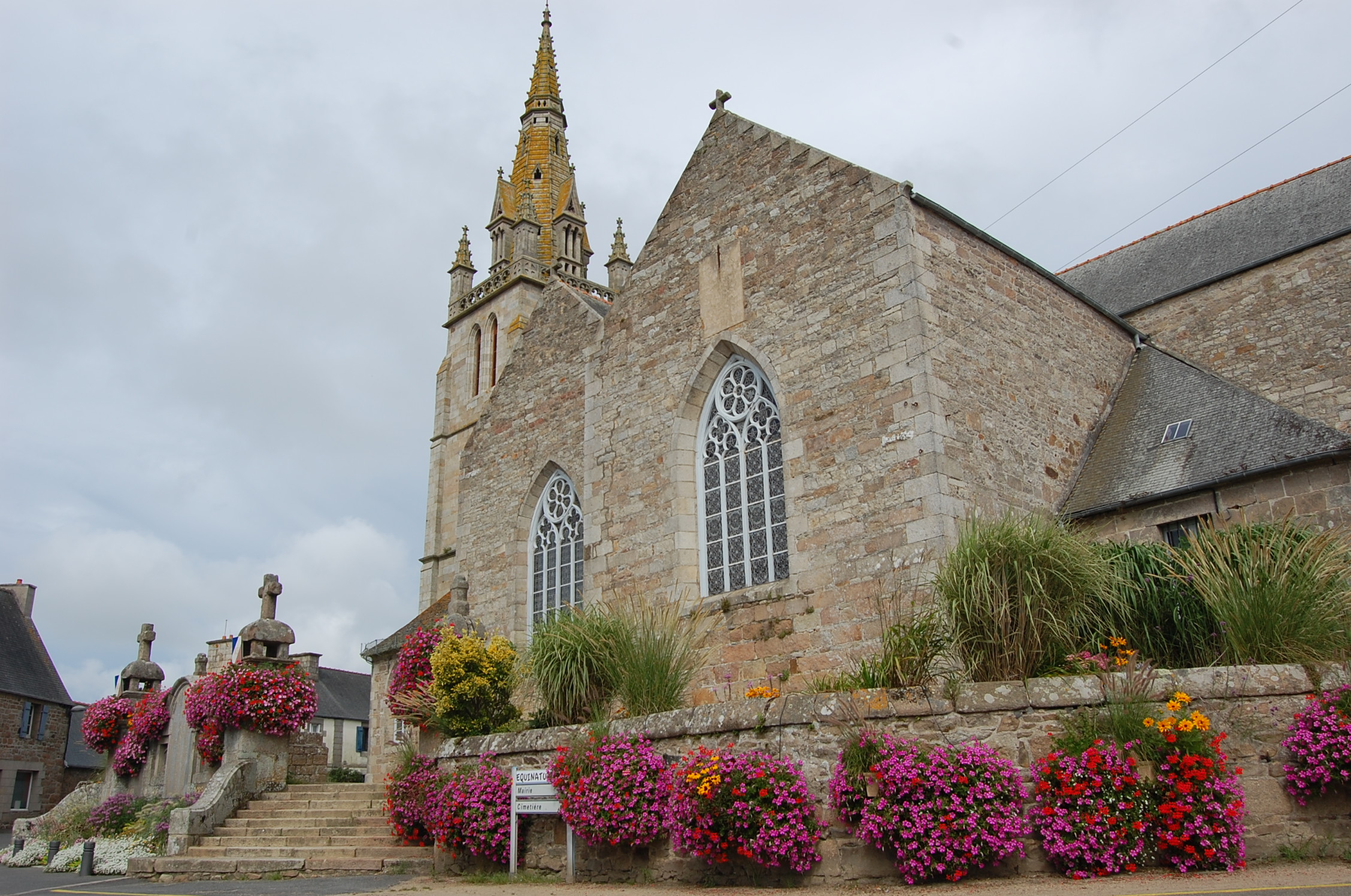
Église Saint-Pierre (au bourg).
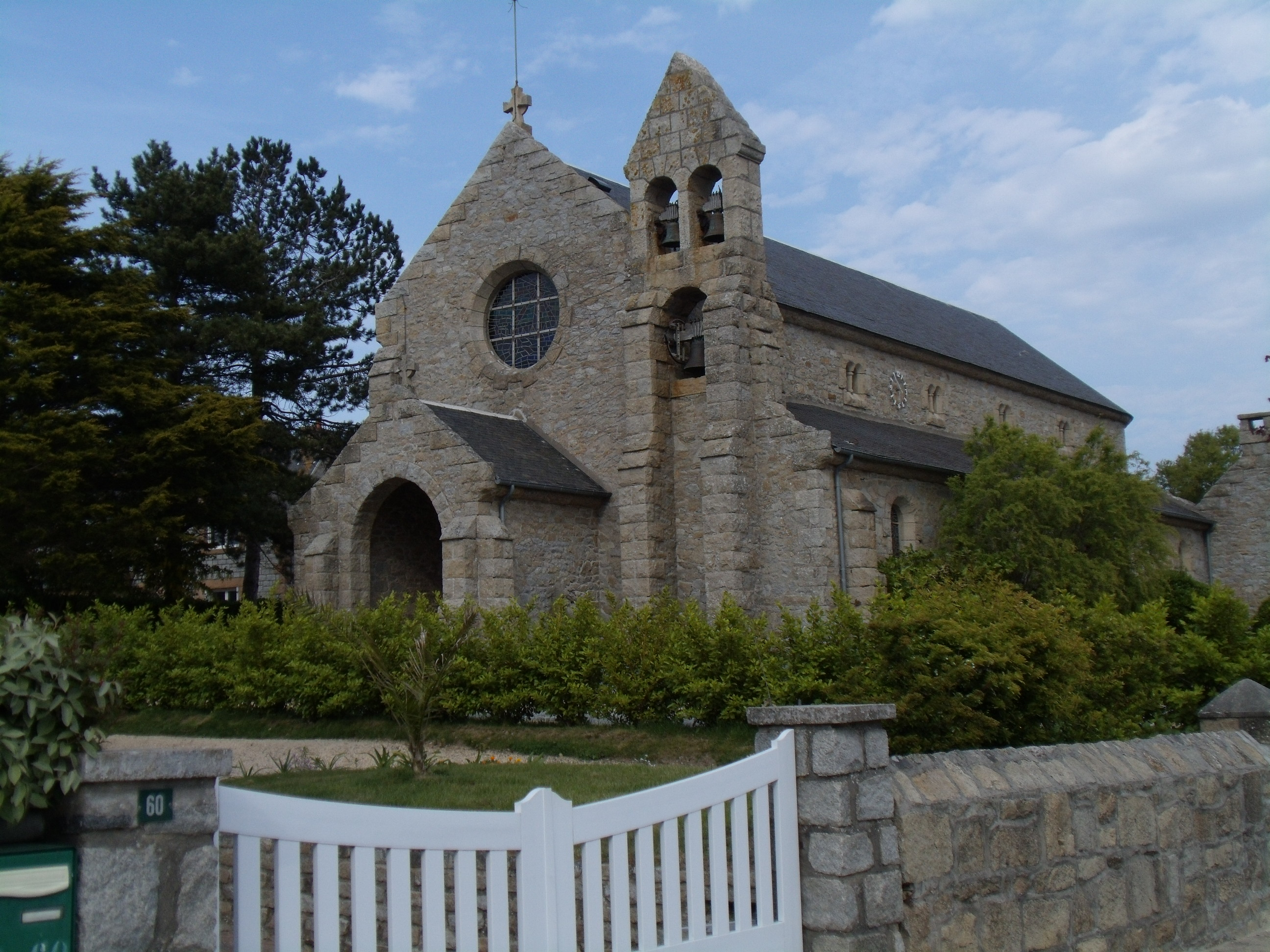
Église Saint-Marc (à l'Île-Grande).

- Elle compte également trois chapelles :
  - La chapelle Saint-Uzec : elle fut construite au XIVe siècle. À l'origine, il y avait même deux chapelles qui appartenaient aux seigneurs de Keruzec. Ils auraient pris des pierres d'une des chapelles pour agrandir l'autre.
  - La chapelle Saint-Antoine : elle date des XVe et XVIe siècles, mais fut reconstruite en 1844. Elle est située à proximité du château de Kerduel.
  - La chapelle Saint-Samson : elle fut construite entre 1545 et 1610. C'est typiquement un monument de style Beaumanoir. Une fontaine datant de 1623 se trouve à une centaine de mètres en contrebas.

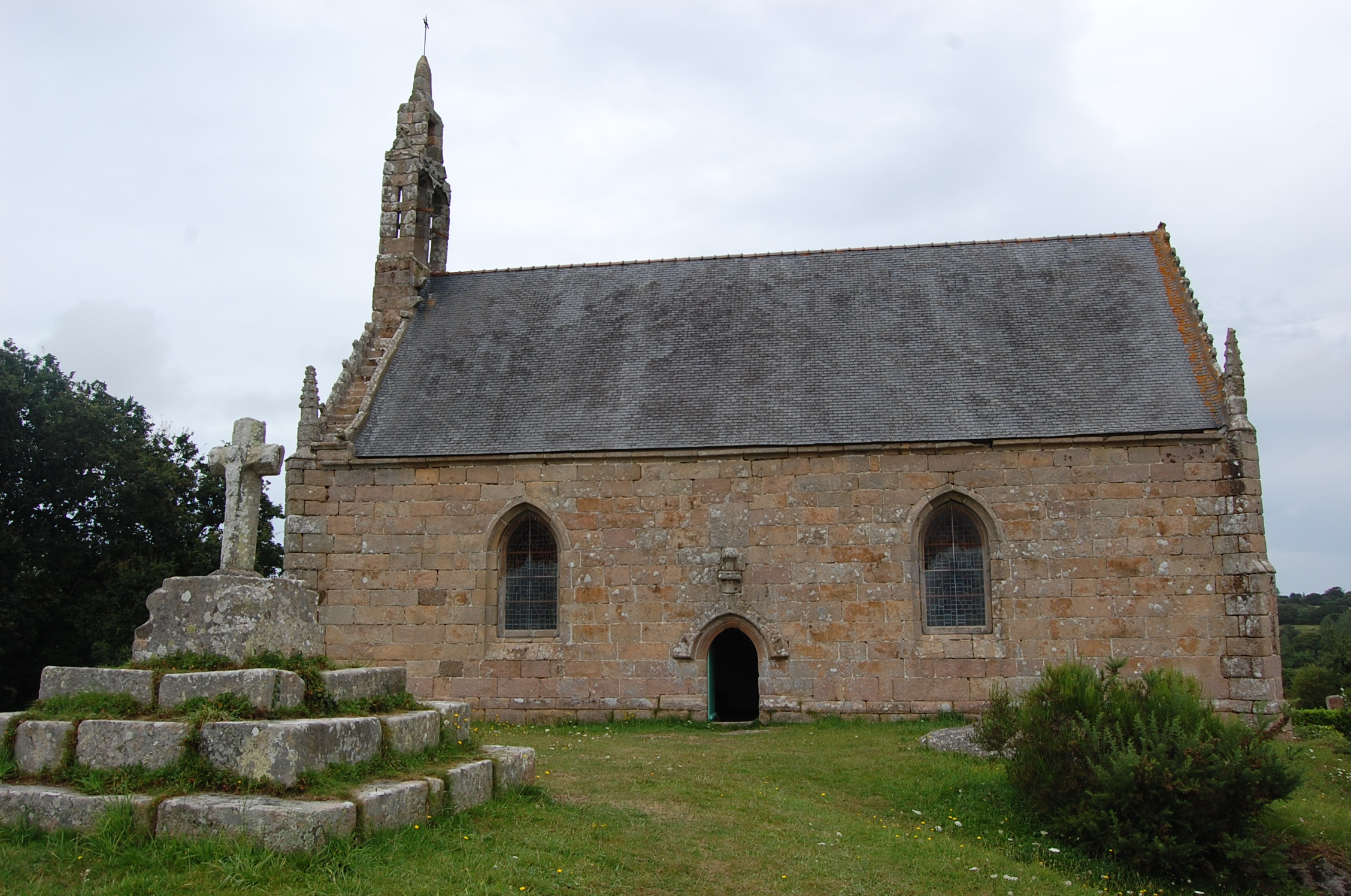
Chapelle Saint-Uzec.
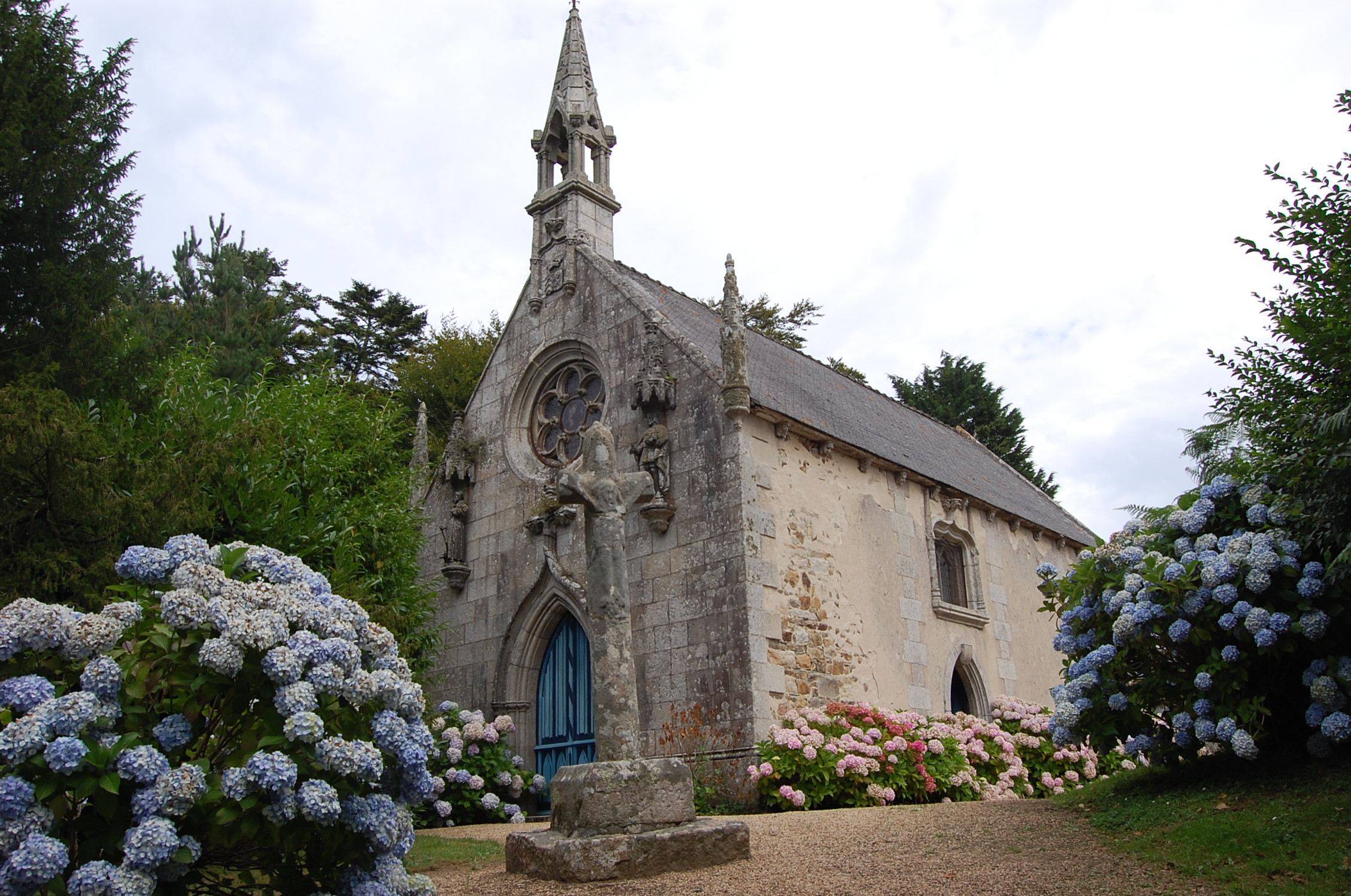
Chapelle Saint-Antoine.
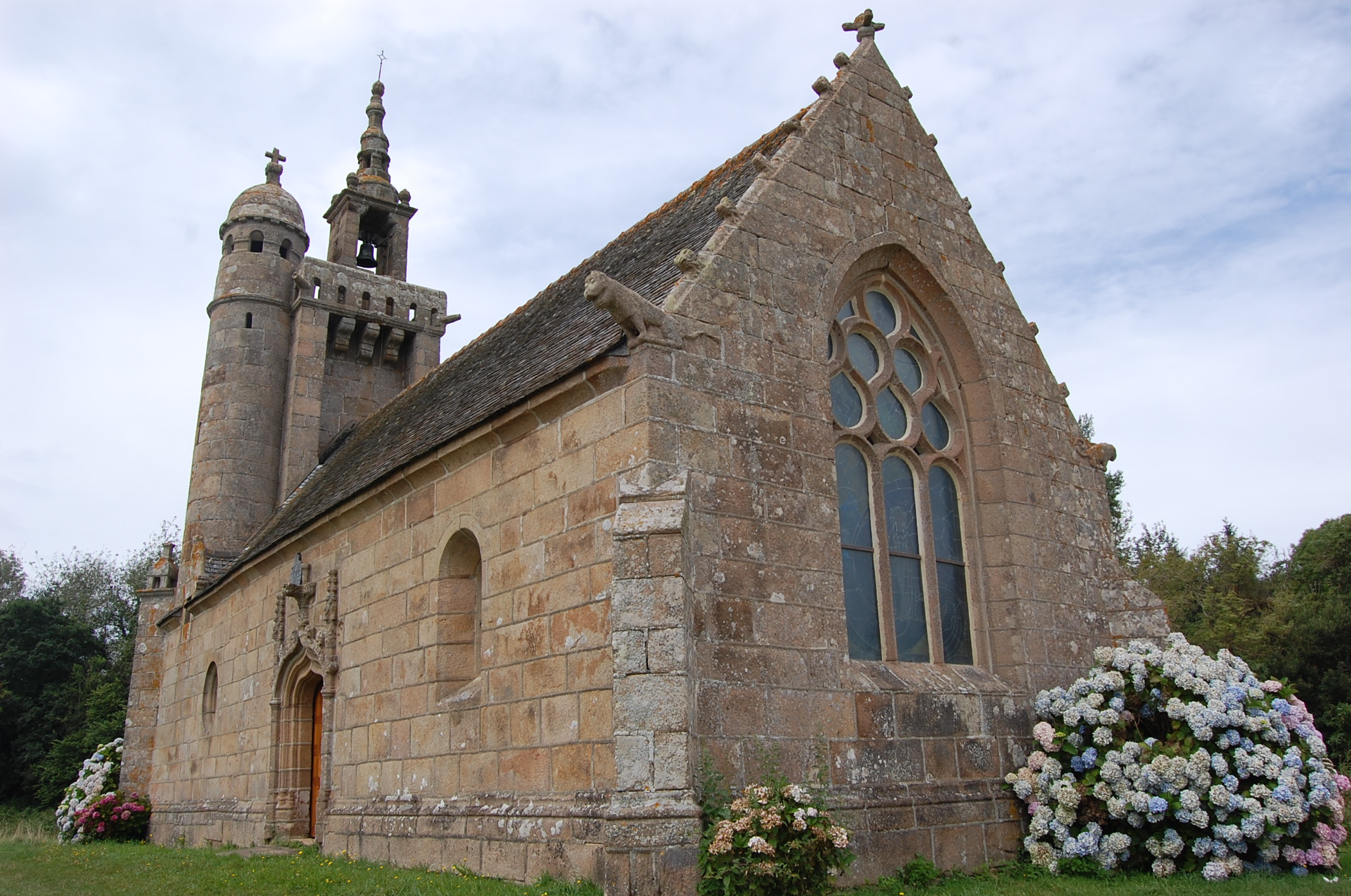
Chapelle Saint-Samson.

- Trois autres chapelles auraient existé :
  - Une chapelle Saint-André sur l'île Aganton : elle aurait été ensevelie sous les dunes.
  - Une chapelle au Dossen.
  - Une chapelle dépendant du manoir de Kerprigent en Lannion, mais située sur la commune de Pleumeur-Bodou au lieu-dit Roz-ar-Prad (il reste aujourd'hui une croix à cet endroit).
- Autres éléments du patrimoine religieux :
  - Deux chapelles privées : l'une située dans la cour du château de Kerduel, l'autre au sein de la communauté religieuse des Orantes de l'Assomption (dans le bourg).
  - Un oratoire à Landrellec (détruit depuis 2014).

### Pleumeur-Bodou et la Révolution
La Révolution n'a pas laissé de grandes traces à Pleumeur.
En 1790, le recteur (curé) Louis-Gabriel du Largez refuse de prêter serment et émigre en Angleterre.
Le 22 février 1790, Pleumeur-Bodou élit sa première municipalité et devient une commune. Jean Le Tensorer est le premier maire de Pleumeur-Bodou.

### La paroisse de l'Île-Grande
L'île a toujours fait partie de la commune de Pleumeur-Bodou. Toutefois dès le XIXe siècle, les îliens dans leur grande majorité demandèrent l'érection d'une paroisse à part entière à l'Île-Grande, distincte de celle de Pleumeur. La municipalité pleumeuroise y répondit favorablement, et dès le 22 octobre 1842, elle fit la demande de la création d'une succursale à l'Île-Grande. Il faudra attendre 1924 pour voir ce vœu accompli. L'église de l'Île-Grande prendra le nom de Saint-Marc.
Entretemps, un pont avait été construit (1894) pour relier l'île au continent, et éviter de devoir traverser la grève et les marais de Kervoallan à pied.
Au XIXe et au début du XXe siècle, l'île vivait au rythme du travail dans les carrières de granit. Le granit de l'Île-Grande servait principalement à la fabrication de pavés et de bordures de trottoirs, notamment pour alimenter Paris. C'est cette activité qui fit venir de nombreux travailleurs de toute la Bretagne à l'Île-Grande. L'île est restée depuis cette époque le lieu le plus densément peuplé dans la commune. L'autre activité florissante de l'île au XIXe siècle était le ramassage du goémon.
Aujourd'hui, l'île compte environ 800 habitants. Elle est séparée de la commune de Pleumeur-Bodou par une étroite langue de terre appartenant à la commune de Trébeurden. Il est aussi possible de découvrir le monde des oiseaux de mer à la station de la Ligue pour la protection des oiseaux (LPO).

### Pleumeur-Bodou auXIXesiècle
Dès 1896 Perros-Guirec fait pression pour empêcher une desserte ferroviaire de Trégastel, Pleumeur-Bodou et Trébeurden par crainte de promouvoir des stations balnéaires concurrentes.

### Pleumeur-Bodou dans la modernité: la révolution des télécommunications
La commune bénéficia de la politique de décentralisation des années 1960. La région de Lannion fut choisie pour être le berceau des télécommunications en France et c'est sur Pleumeur-Bodou que sera construit le radôme qui abrite l'antenne de télécommunication spatiale qui a réceptionné, en Europe, les premières images télévisées reçues en direct des États-Unis en 1962.

## Vie économique
Aujourd'hui, les activités de la commune sont principalement liées au tourisme (Parc du Radôme, campings, hôtels, restaurants, golf 18 trous). En période estivale, la population dépasse les 10 000 habitants.
Les exploitations agricoles sont de moins en moins nombreuses et les activités de pêche sont relativement modestes.

## Enseignement et vie associative
Pleumeur-Bodou compte trois établissements scolaires :
- Le collège Paul-Le Flem (public).
- L'école primaire Jean-Le Morvan (publique) du bourg.
- L'école primaire Saint-Joseph (privée) du bourg.

L'école maternelle (publique) de l'Île-Grande est fermée depuis 2024. Cette fermeture est en partie due au manque d'éleves.
La vie associative pleumeuroise est assez dynamique, aussi bien sur le plan culturel que sportif. Les associations culturelles sont fédérées au sein de l'OMCL (Office municipal de la culture et des loisirs).
Pleumeur-Bodou compte notamment :
- Une fanfare.
- Un club de football, le Football-club Trébeurden-Pleumeur, issu de la fusion entre le FC Trébeurden et l'AS Pleumeur.
- Un club de handball, le Trégor handball, issu d'une première fusion entre le club de Lannion et celui de Pleumeur (formant L'EPL entente Pleumeur-Lannion) puis d'une seconde fusion dans la foulée avec le club de Ploubezre (création du Trégor HB). Par la suite le club de Ploumilliau a lui aussi rejoint ce groupe et enfin, plus récemment le club de Plestin-les-grèves est venu se greffer petit à petit au collectif.
- Un club de tennis, l'Association du tennis pleumeurois.
- Un club de badminton.
- Un club de judo.
- Un club de tennis de table.
- Un club de gymnastique, le Cosmogym, plusieurs fois qualifié aux championnats de France.
- Un club de cyclisme sur route.
- Un club VTT, notamment organisateur de l'une des plus grandes manifestations sportives du Trégor : la Lou-Anne, chaque année au mois d'octobre.
- Une école de voile à la base nautique de l'Île-Grande.
- L'association sportive du golf de Saint-Samson.
- Un club d'astronomie

## Culture locale et patrimoine

### Héraldique
| Blason | Blasonnement : D'azur aux ondes d'argent, surmontées d'une étoile d'or à quatre branches. |

### Lieux et monuments
- la Cité des télécoms, dont le Radôme classé en 2000 au titre des monuments historiques et labellisé « Édifice du XXe siècle »[26].
- le château de Kerduel, XVIe siècle, extérieur visitable de Pâques à septembre, inscrit au titre des monuments historiques[27].

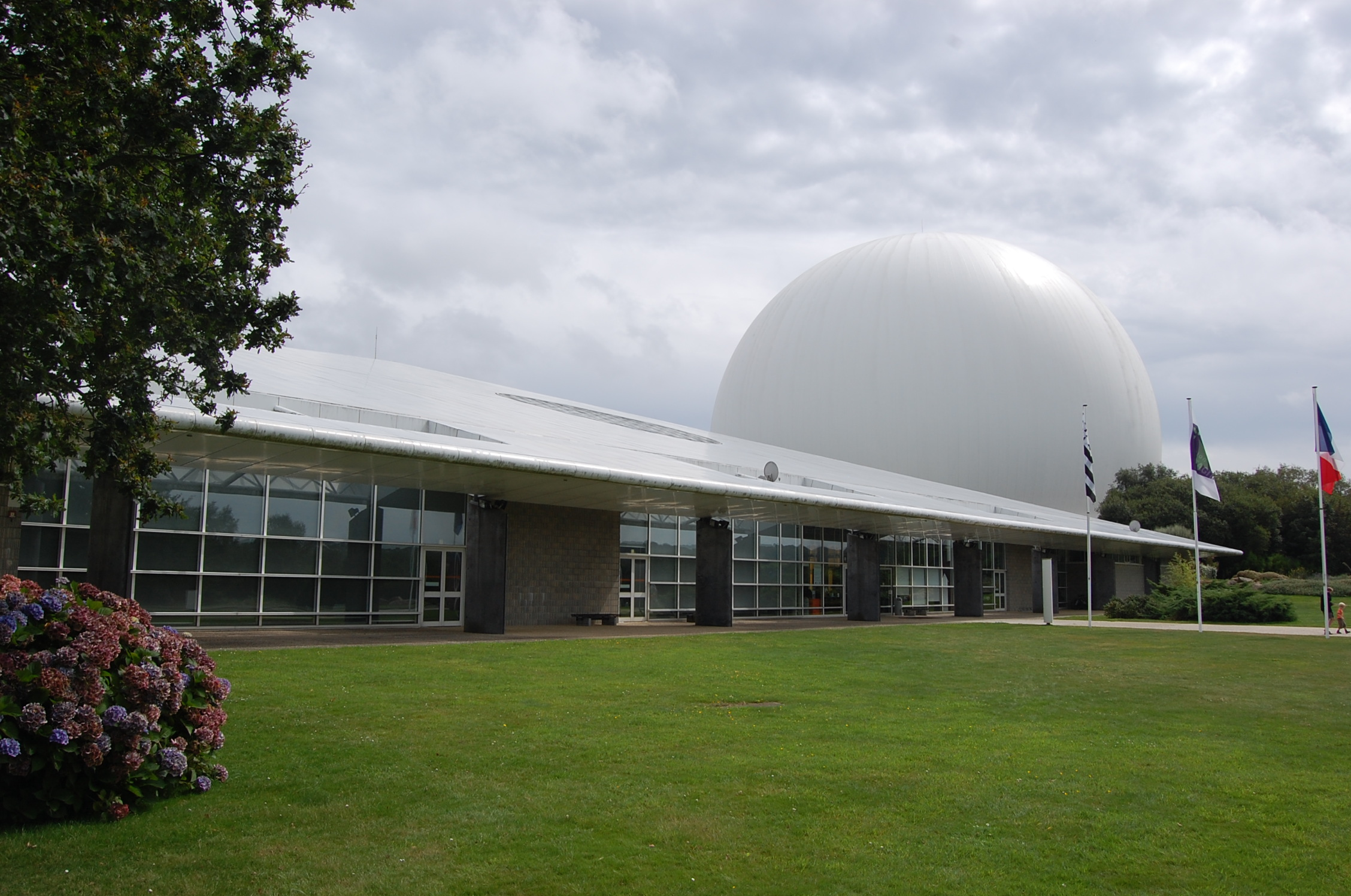
Le Radôme et la Cité des Télécoms.
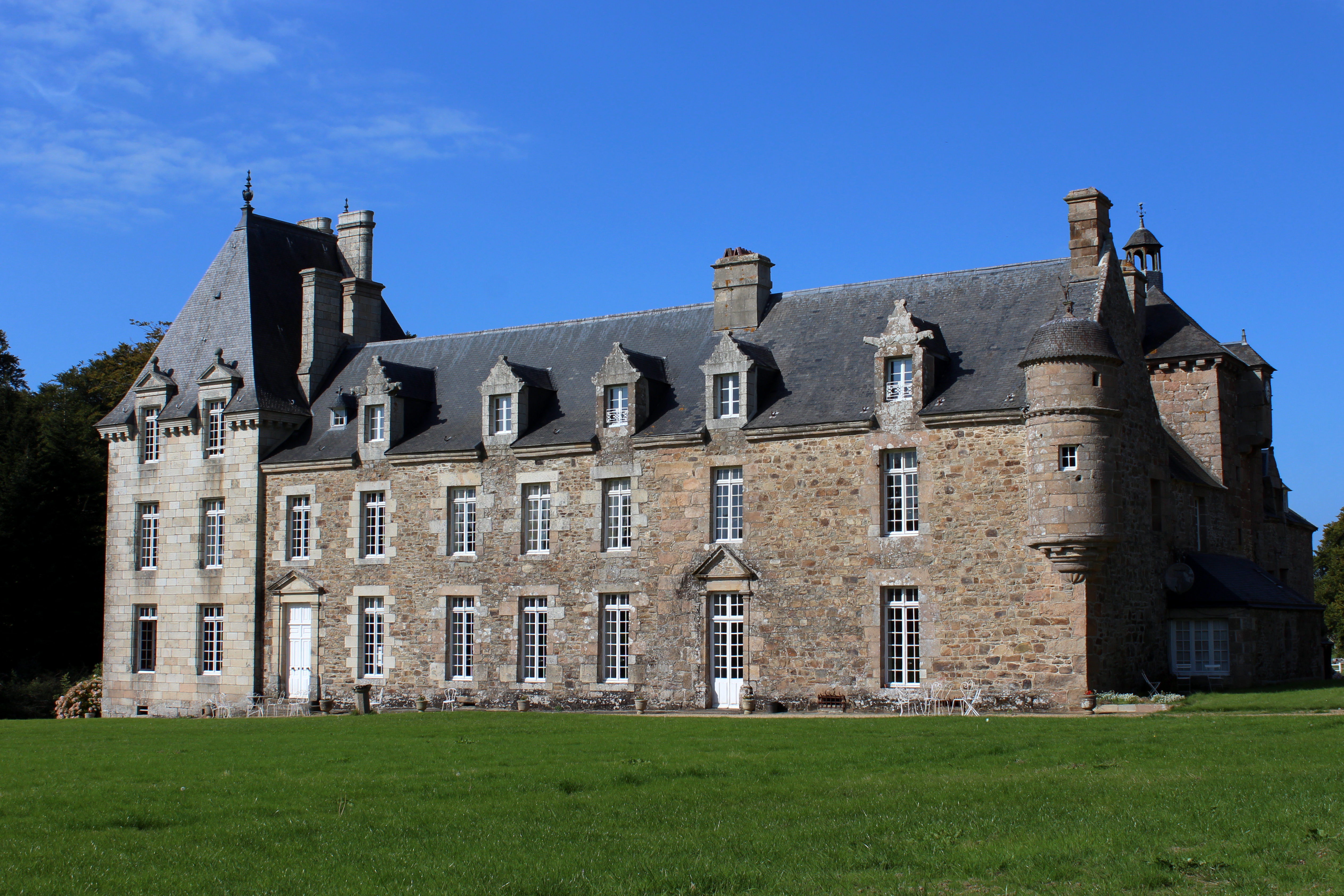
Le château de Kerduel.
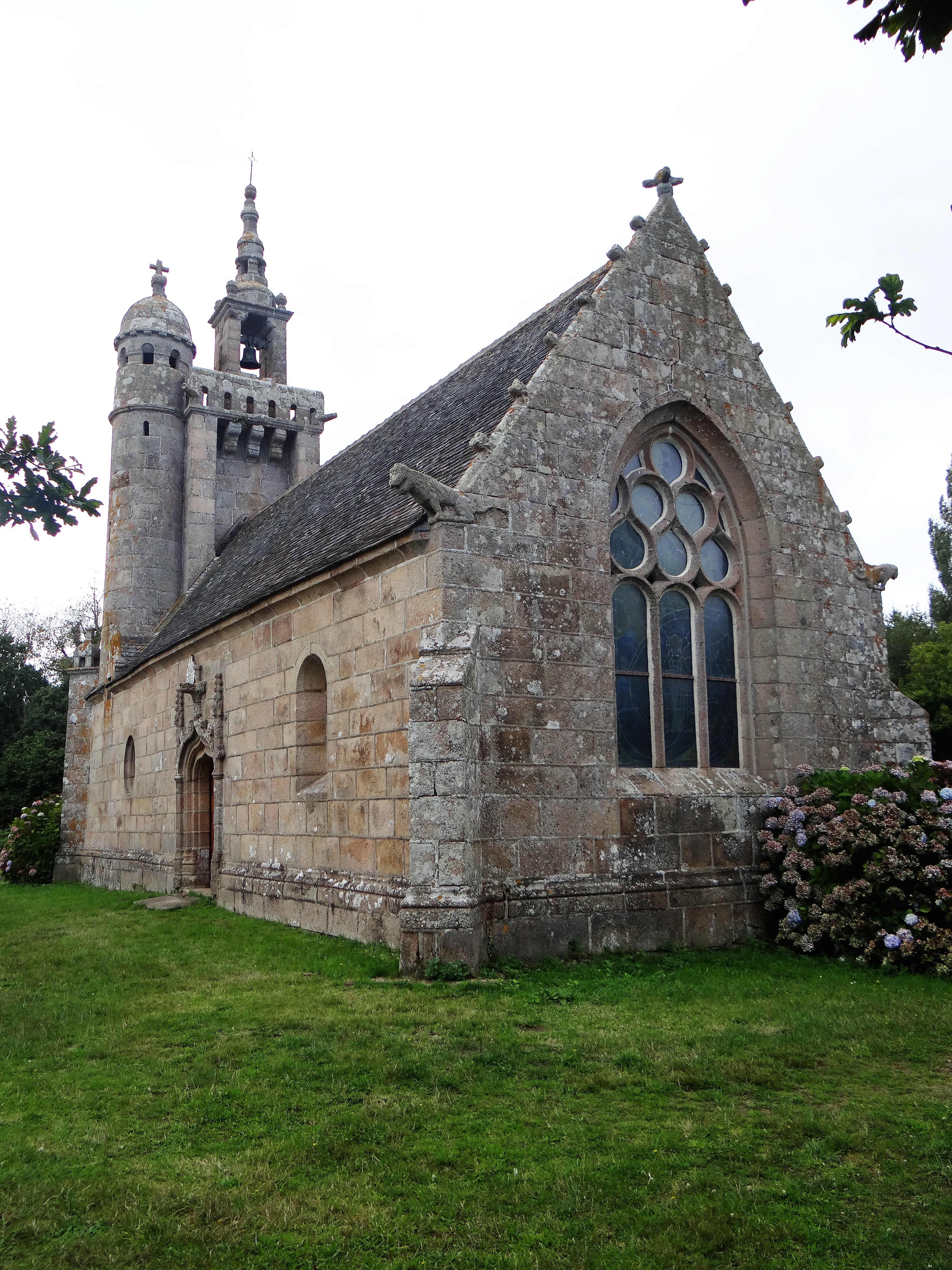
Chapelle Saint-Samson.

- Le Village Gaulois, parc d'attraction, avec des jeux originaux, mais aussi organisme engagé depuis 30 ans dans une action de solidarité en Afrique. Il participe au développement d’une région du nord du Togo par la construction d'établissements scolaires et le reboisement.
- les mégalithes et patrimoine religieux et historique :
  - l'allée couverte de l'Île-Grande classée au titre des monuments historiques[28] et celle de Keryvon.
  - le menhir de Saint-Uzec, classé au titre des monuments historiques[29]
  - la chapelle de Saint-Samson, inscrite au titre des monuments historiques[30], sa croix, inscrite au titre des monuments historiques[31], et son menhir, inscrit au titre des monuments historiques[32]
  - la chapelle Saint-Uzec
  - la chapelle Saint-Antoine
  - la croix écotée, place de de l'église, inscrite au titre des monuments historiques en 1964[33]
  - la croix de Saint-Samson, inscrite au titre des monuments historiques par arrêté du 23 octobre 1964[34].
- la stèle du réseau Alibi à Pors Gelen (stèle de la Seconde Guerre mondiale rappelant les opérations maritimes secrètes de ce réseau de renseignement avec l'aide des corvettes de la 15e flottille de MGB), stèle inaugurée en avril 1994 en présence de membres du réseau Alibi et de marins et officiers britanniques[35].

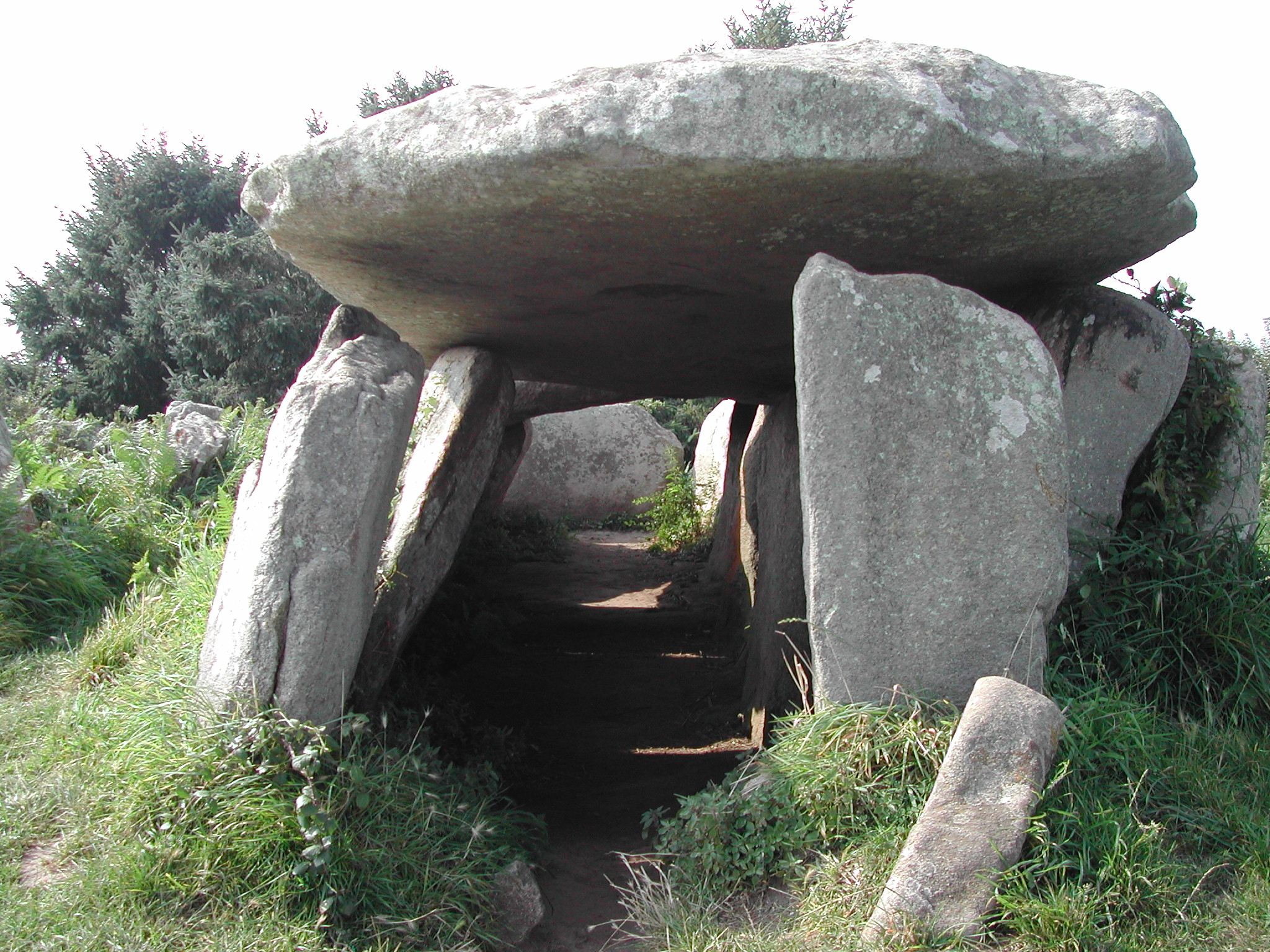
L'allée couverte de Tylia.
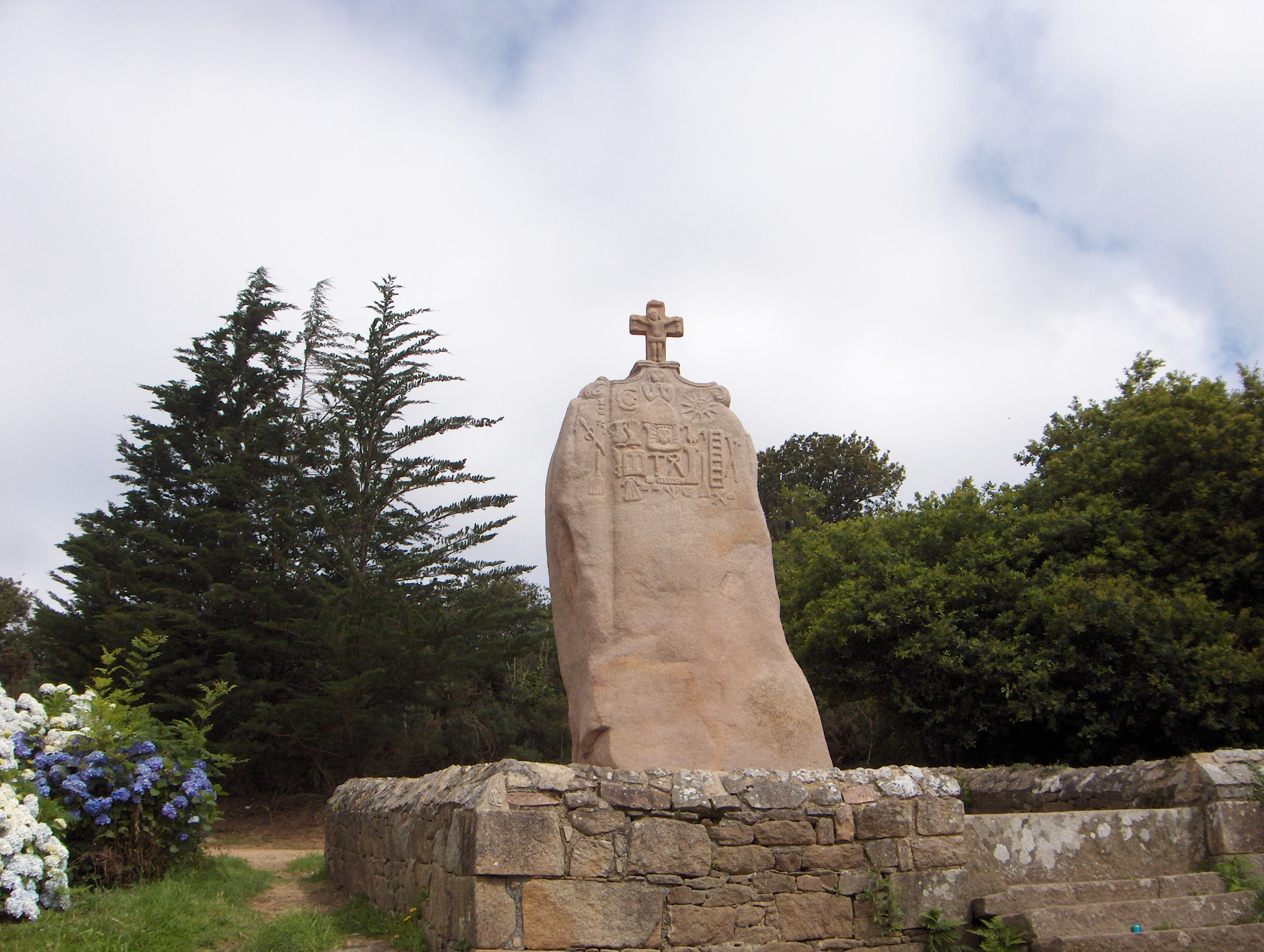
Le menhir christianisé de Saint-Uzec.
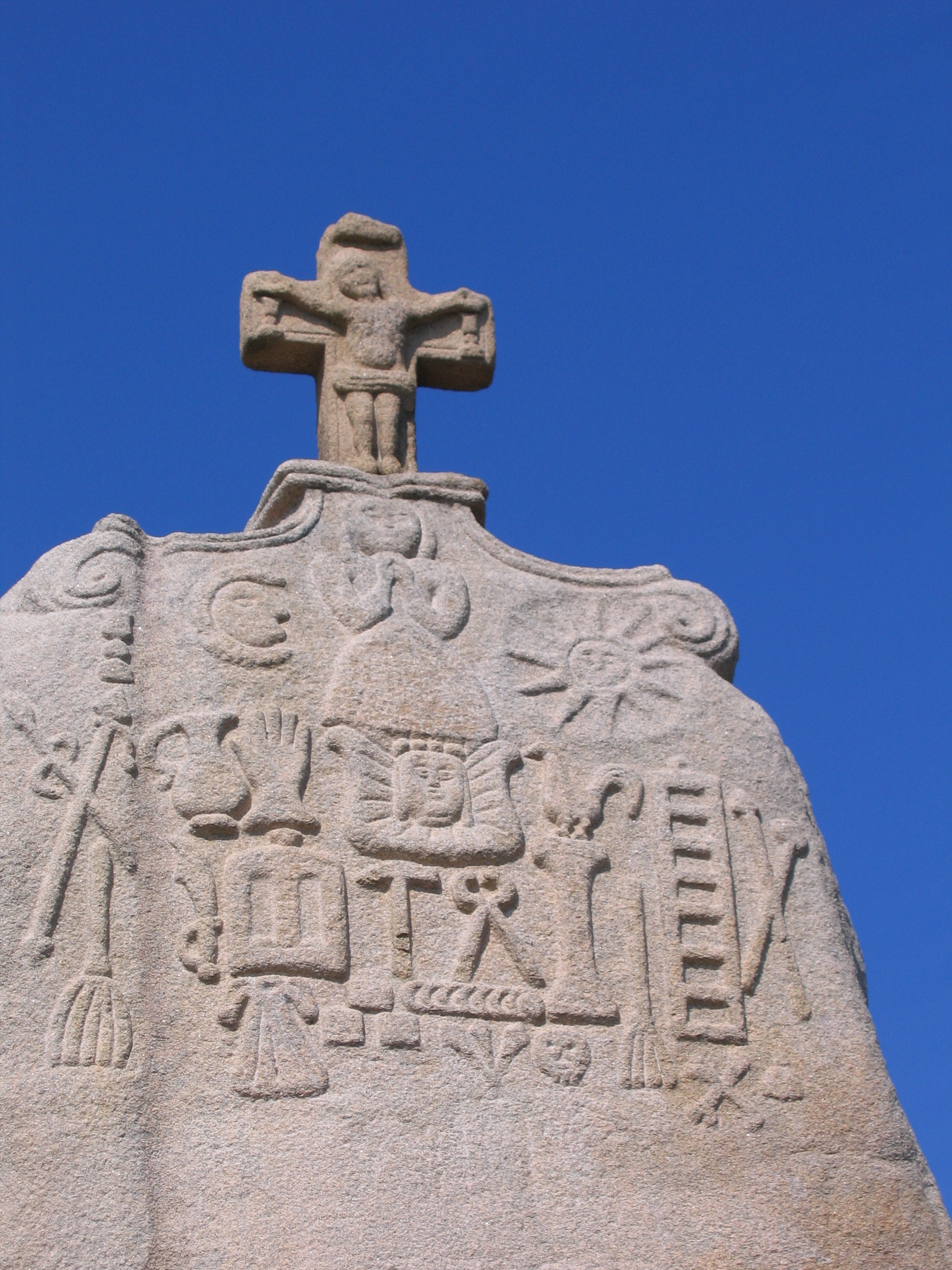
Détails du Grand menhir christianisé de Saint-Uzec.
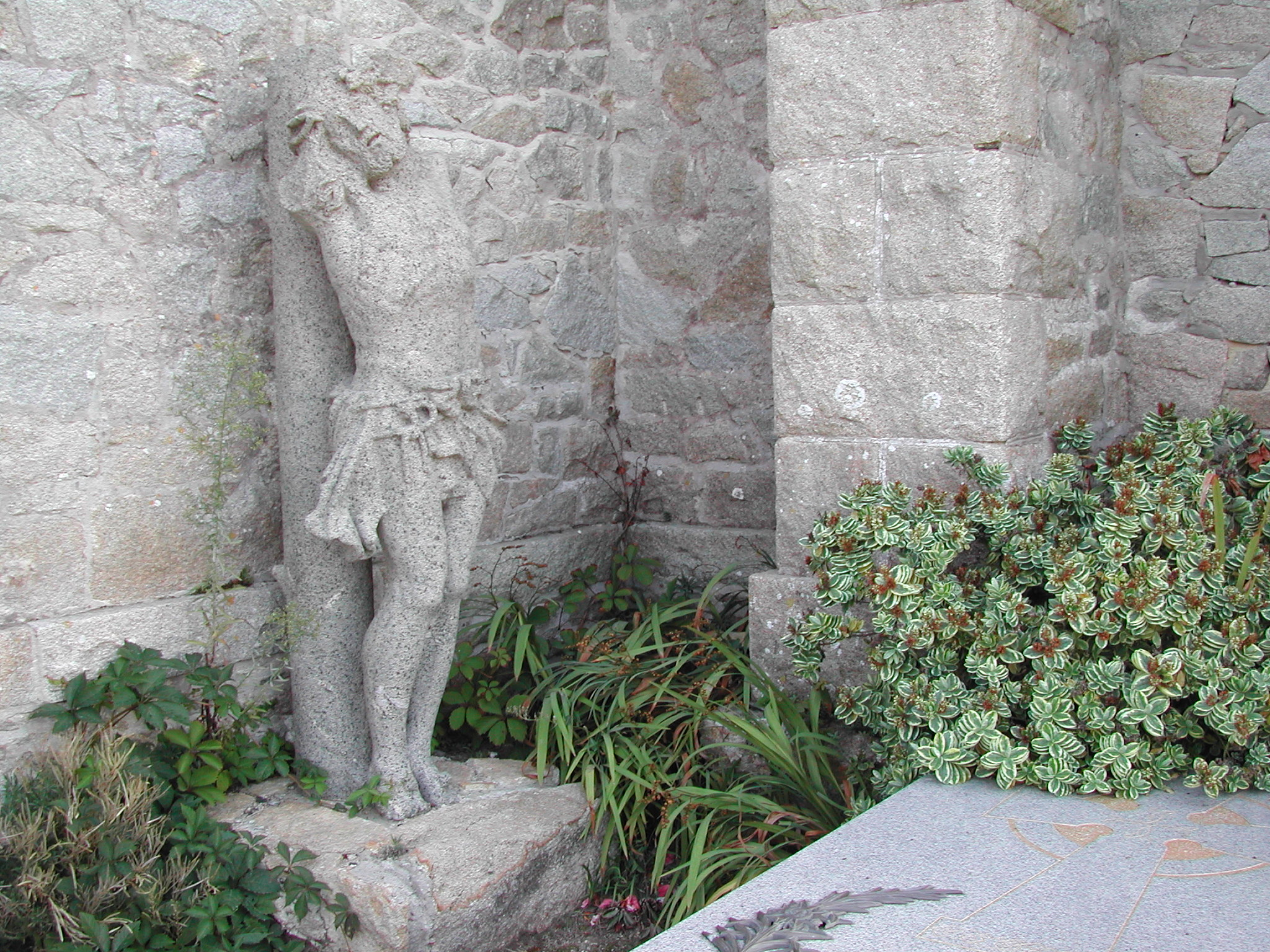
La croix de l'église Saint-Marc.
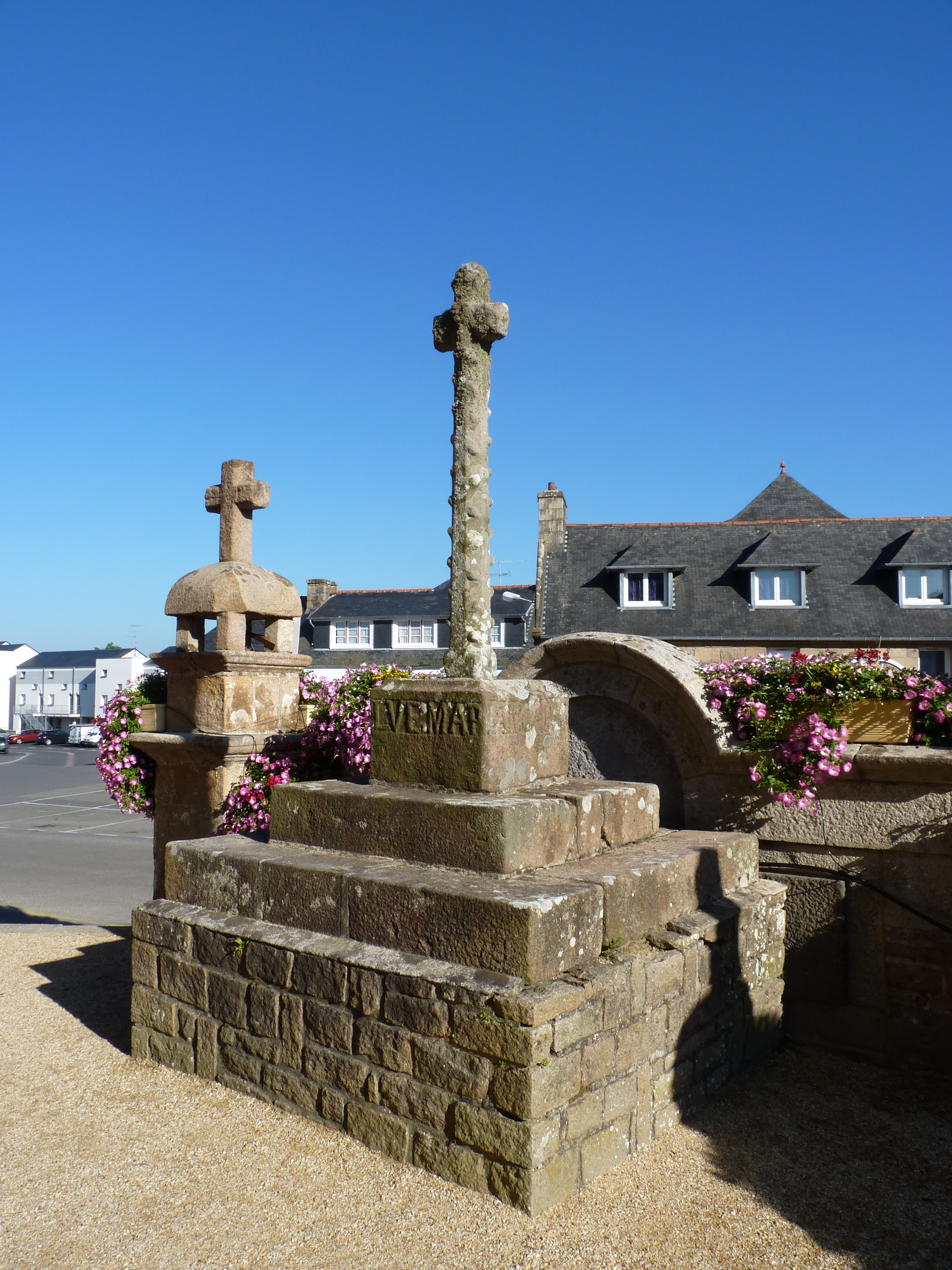
La croix écotée de Pleumeur-Bodou en 2013.
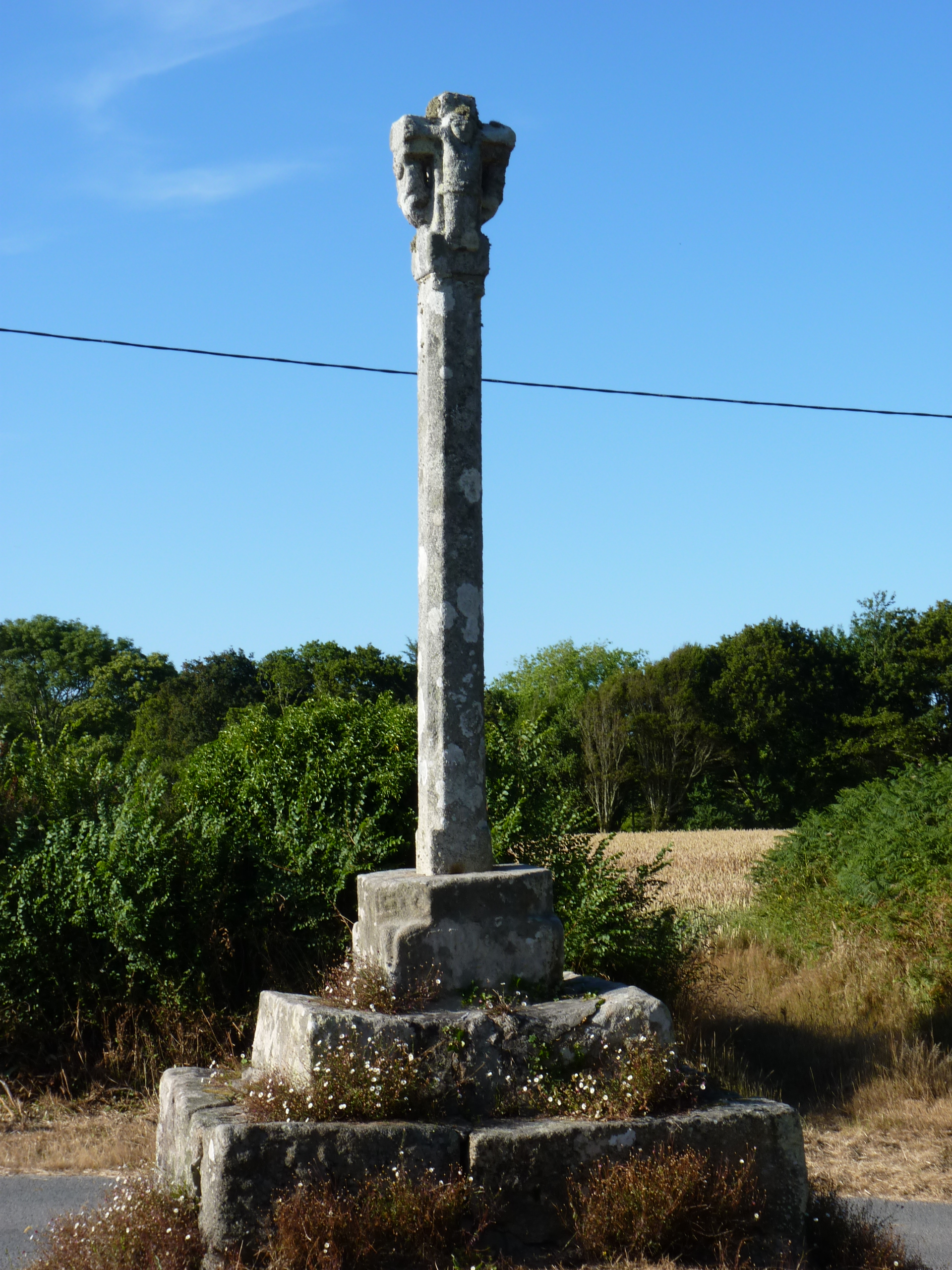
La croix de Saint-Samson en 2013.

### Personnalités liées à la commune
- Nicolas de Nompère de Champagny (1789-1863), homme politique et militaire, maire de Pleumeur-Bodou entre 1848 et 1852.
- Henri de Nompère de Champagny (1831-1885), homme politique français du XIXe siècle. Il fut député puis sénateur des Côtes-du-Nord.
- Joseph Conrad (1857-1924), écrivain ayant séjourné à l'Île-Grande.
- Henry de Nompère de Champagny (1890-1944), homme politique et militaire né à Pleumeur-Bodou.
- Jean-Pierre Le Bras (1931-2017), peintre de la Marine né à Pleumeur-Bodou.
- Yann Paranthoën (1935-2005), homme de radio originaire de Pleumeur-Bodou.
- Denise Le Dantec (1939), poétesse séjournant régulièrement à l'Île-Grande.
- Thierry Compain (1953), réalisateur ayant tourné plusieurs films sur l'Île-Grande et ses habitants.

### Croyances et légendes
Comme dans toute la Bretagne, de nombreuses croyances étaient liées aux monuments religieux. C'est ainsi que de nombreux pardons se sont déroulés sur la commune (les pardons subsistent encore).
Par exemple, lorsque l'on se rendait à la chapelle Saint-Antoine, on implorait le saint pour avoir de beaux cochons. D'ailleurs, sur la fontaine située à quelques centaines de mètres de la chapelle, Saint-Antoine est représenté avec un cochon dans les bras.
On implorait aussi Saint-Uzec à la chapelle du même nom pour que les vaches donnent du bon lait. On priait aussi pour la santé et la conservation des chevaux.
Un menhir se trouve au pied de la chapelle de Saint-Samson. On s'y frottait le dos pour soigner la stérilité féminine et les douleurs de membres. Assister aux pardons annuels de Saint-Samson permettait de guérir des maux de reins.
À la fontaine de Saint-Sauveur à l'Île-Grande, on y plongeait trois fois de suite les enfants qui tardaient à marcher. À la chapelle Saint-André de l'île Aganton, on y déposait un morceau de pain au pied de 3 croix pour guérir de la coqueluche.

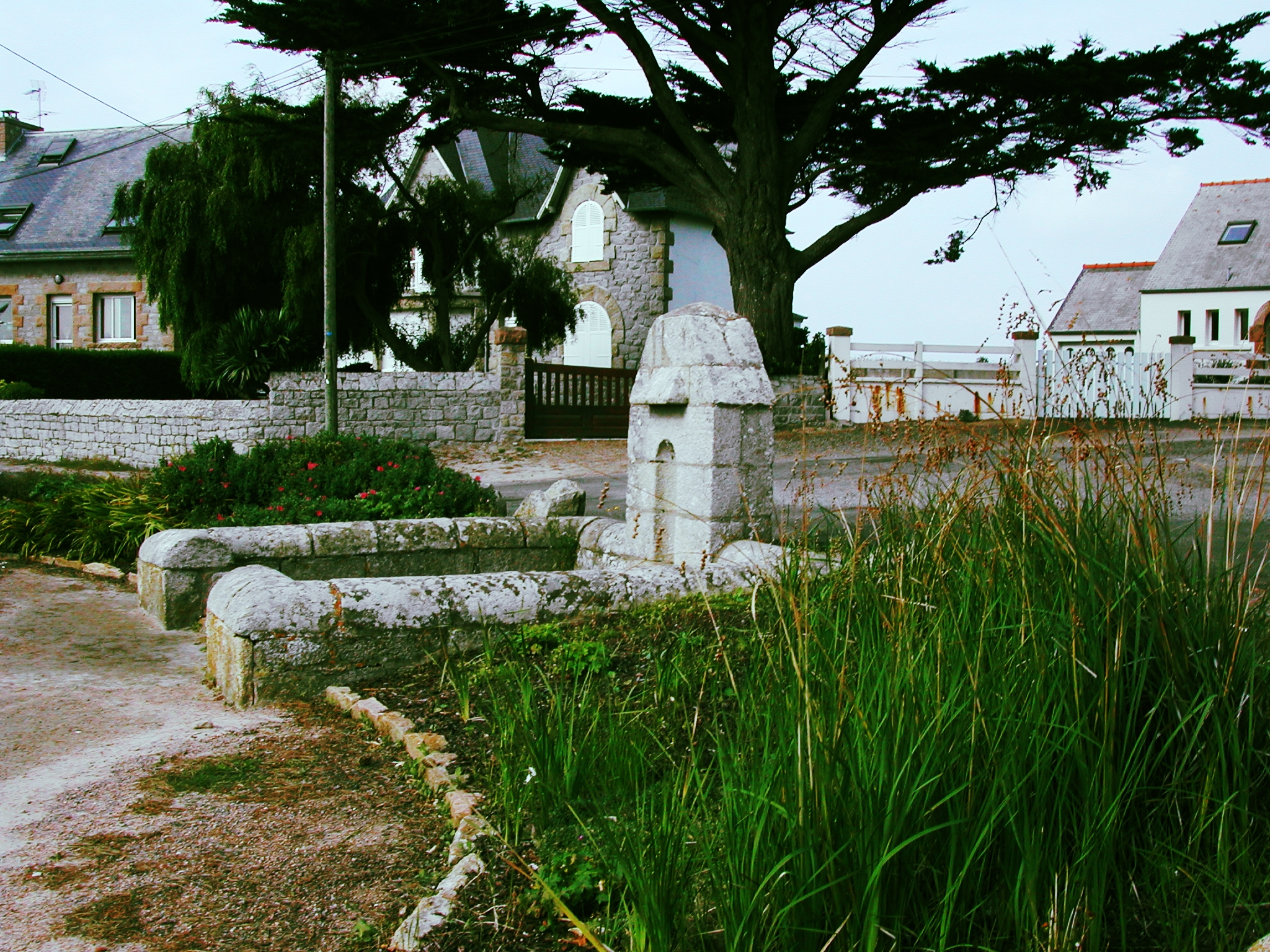
Île Grande. La fontaine Saint-Sauveur.

Toujours sur l'île Aganton, il y a 2 croix séparées entre elles de quelques mètres. La légende raconte qu'elles se rapprochent tous les sept ans de la longueur d'un grain de blé. Le jour où elles se toucheront, ce sera la fin du monde.
De nombreuses légendes ont trait au roi Arthur. La plus connue est que le roi Arthur serait enterré sur l'île d'Aval. À Gweradur se trouve une pierre que certains jugeraient mystérieuse. La légende dit que cette pierre était auparavant située sur l'île d'Aval et que d'un bond, Arthur serait arrivé à Gweradur et y aurait déposé la pierre. D'autres légendes racontent qu'Arthur aurait été seigneur de Kerduel et que les chevaliers de la Table ronde auraient un temps séjourné au château.

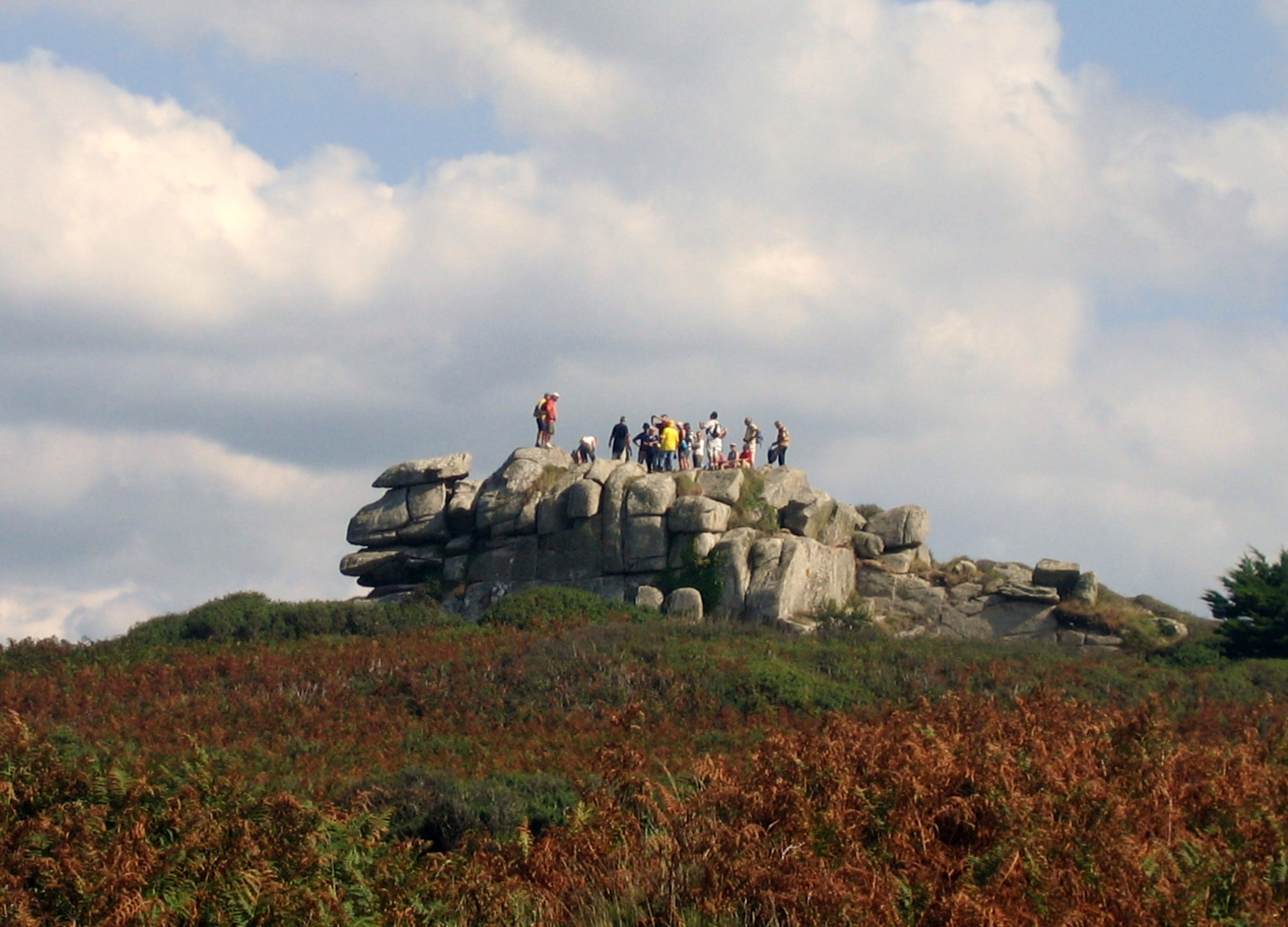
Île-Grande. Vestiges du poste de garde-côte (Ti Gwerd).

Le hameau de Crec'h Lagadurien, à l'est de la commune, correspondrait à une colline observatoire du Roi Urien de Gorre, époux de la fée Morgane. Le nom du hameau est ainsi décomposable en Crec'h Lagad Urien, « la colline de l'observatoire d'Urien » : crec'h signifie tertre en breton, et lagad signifie œil, regard, clarté.

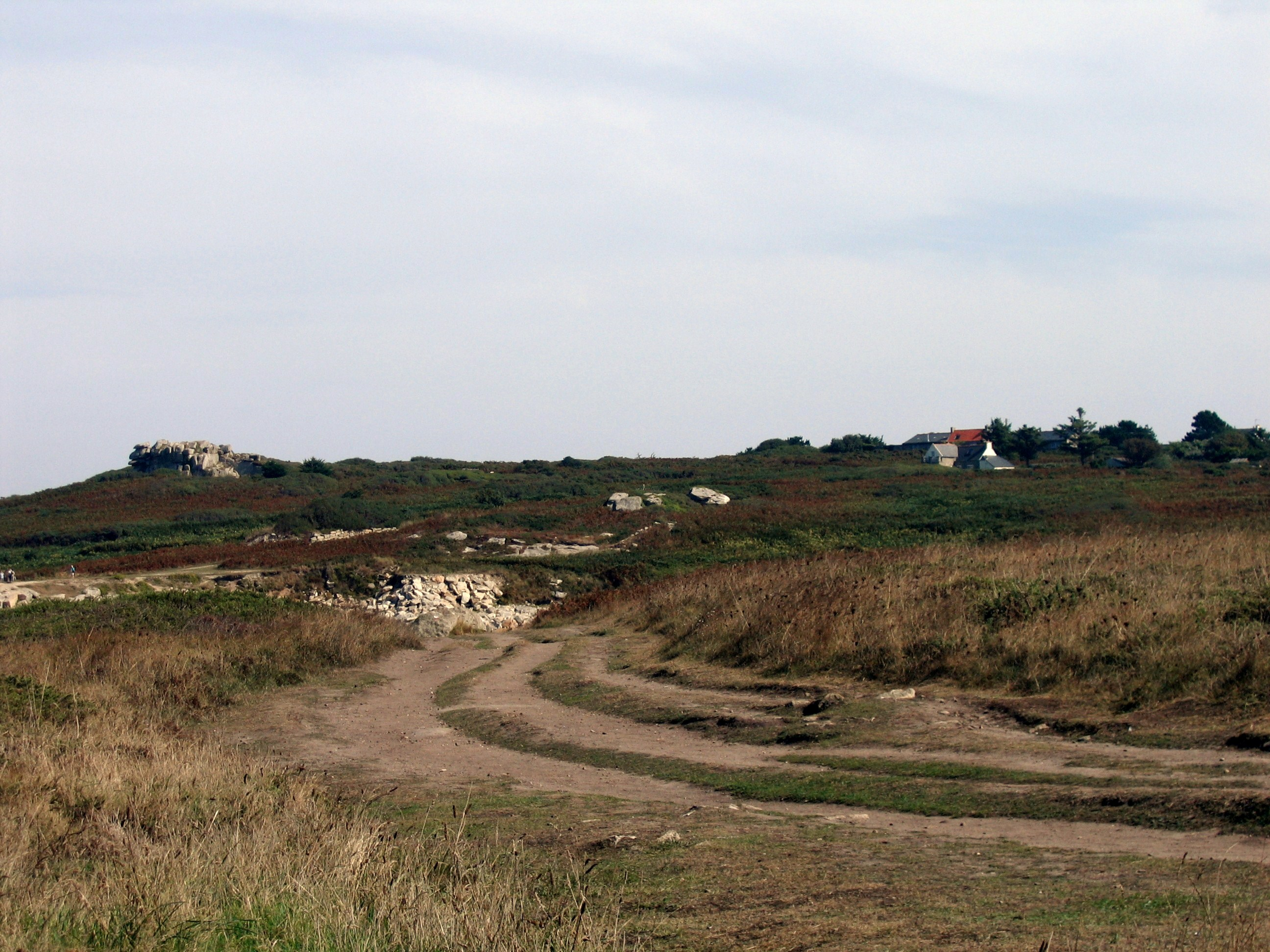
Île-Grande. Vestiges du poste de garde-côte (Ti Gwerd).

Dans La Légende de la mort chez les Bretons armoricains (1902), Anatole Le Braz conte l'histoire de Marie-Job Kerguénou, commissionnaire à l'Île-Grande. L'histoire raconte qu'une nuit, en rentrant de Lannion, Marie-Job aurait croisé un vieil homme en détresse au bord d'un chemin. Elle lui vint en aide, et l'accompagna jusqu'au cimetière de l'Île-Grande à sa demande. Arrivés sur les lieux, l'homme prit les traits de la mort. Il s'agissait de Mathias Carvennec, décédé il y a quinze ans, mais errant depuis, faute de n'avoir pas tenu parole, c'est-à-dire ramener les os de son compagnon de régiment mort à la guerre, jusqu'au cimetière de l'Île-Grande. Ce fut donc chose faîte grâce à Marie-Job. L'homme put donc désormais reposer en paix. Mais la bonté de Marie-Job lui fut fatale : le lendemain, elle fut retrouvée morte dans son lit.

## Anecdotes
Astérix et Obélix seraient-ils Pleumeurois ?
Sur la première page de chaque album d'Astérix (celle avec la carte de la Gaule), la loupe semblerait se poser quelque part autour de Pleumeur-Bodou. Astérix et Obélix seraient-ils Pleumeurois ? Toutefois, l'endroit indiqué pourrait tout aussi bien se trouver dans les environs d'Erquy, ce qui serait plus vraisemblable car Albert Uderzo  a séjourné au chemin chaussé (6 km d'Erquy)  durant la guerre 39-45 (commune de la Bouillie). Cependant, dans la BD "Le Tour de Gaule d'Astérix", le village gaulois est marqué d'une croix qui indique bien la région de Pleumeur.
Pleumeur-Bodou, le village breton par excellence de Pétillon, qui le mentionne en particulier dans son album Les disparus d'apostrophes.
Yoko Tsuno a survolé Pleumeur-Bodou :
Toujours dans le domaine de la bande dessinée, le Radôme sert de décor au début de l'album Message pour l'éternité dont l'héroïne est Yoko Tsuno. En cliquant sur le lien suivant (http://www.yokotsuno.com/fr/album05p01.html), vous verrez une planche de l'album où figure le Radôme. Il faut préciser que le paysage pleumeurois représenté ici est très fidèle à la réalité.
Du granit qui a fait le tour du monde :
Le granit des carrières de l'Île-Grande servit notamment à paver le boulevard Haussmann à Paris. Les célèbres pavés de la course cycliste Paris-Roubaix proviennent également de ces carrières, tout comme les pierres constituant le viaduc de Morlaix. Enfin, on retrouve du granit île-grandais dans certains immeubles new-yorkais. Bien que la commune soit située au cœur de la Côte de granit rose, le granit de l'île est gris.
Un clocher pas comme les autres :
Lors de la construction de la nouvelle église du bourg, il fut décidé de composer l'extrémité du clocher avec des pierres de couleur différente afin de distinguer le clocher pleumeurois de ceux des localités voisines. C'est ainsi qu'on peut aujourd'hui observer un clocher à l'extrémité noire dans le bourg de Pleumeur.
La plus grande foire aux antiquités de Bretagne :
Tous les ans en août a lieu à Pleumeur-Bodou durant 3 jours une grande foire aux antiquités. Elle est organisée au château de Kerduel. Elle réunit près de 150 exposants et accueille chaque année plus de 12 000 visiteurs. Sa renommée dépasse les frontières de la Bretagne.
Les gras de l'Île-Grande :
Tous les ans depuis 1976, un carnaval se déroule dans les rues de l'Île-Grande. C'est l'occasion pour diverses associations pleumeuroises et des communes voisines de préparer un char, des déguisements et une animation originale. Chaque année, une vingtaine de chars et plus de 5 000 spectateurs sont au rendez-vous.
Film La Croisière :
Dans La Croisière de Pascale Pouzadoux sortie en 2011, Charlotte de Turckheim joue le rôle d'une éleveuse de porcs bios à Pleumeur-Bodou. Les autres personnages n'arrivent pas à retenir le nom exact de la commune.

## Démographie
L'évolution du nombre d'habitants est connue à travers les recensements de la population effectués dans la commune depuis 1793. Pour les communes de moins de 10 000 habitants, une enquête de recensement portant sur toute la population est réalisée tous les cinq ans, les populations de référence des années intermédiaires étant quant à elles estimées par interpolation ou extrapolation. Pour la commune, le premier recensement exhaustif entrant dans le cadre du nouveau dispositif a été réalisé en 2008.

En 2022, la commune comptait 3 828 habitants, en évolution de −3,53 % par rapport à 2016 (Côtes-d'Armor : +1,78 %, France hors Mayotte : +2,11 %).
| 1793  | 1800  | 1806  | 1821  | 1831  | 1836  | 1841  | 1846  | 1851  |
| ----- | ----- | ----- | ----- | ----- | ----- | ----- | ----- | ----- |
| 2 151 | 1 745 | 1 907 | 2 199 | 2 360 | 2 472 | 2 465 | 2 525 | 2 650 |

| 1856  | 1861  | 1866  | 1872  | 1876  | 1881  | 1886  | 1891  | 1896  |
| ----- | ----- | ----- | ----- | ----- | ----- | ----- | ----- | ----- |
| 2 737 | 2 864 | 3 030 | 3 034 | 2 970 | 2 778 | 3 011 | 2 955 | 3 175 |

| 1901  | 1906  | 1911  | 1921  | 1926  | 1931  | 1936  | 1946  | 1954  |
| ----- | ----- | ----- | ----- | ----- | ----- | ----- | ----- | ----- |
| 3 019 | 3 257 | 3 099 | 2 949 | 3 037 | 2 752 | 2 766 | 2 920 | 2 544 |

| 1962  | 1968  | 1975  | 1982  | 1990  | 1999  | 2006  | 2008  | 2013  |
| ----- | ----- | ----- | ----- | ----- | ----- | ----- | ----- | ----- |
| 2 545 | 2 542 | 2 941 | 3 453 | 3 677 | 3 825 | 3 974 | 4 017 | 3 983 |

| 2018  | 2022  | - | - | - | - | - | - | - |
| ----- | ----- | - | - | - | - | - | - | - |
| 3 881 | 3 828 | - | - | - | - | - | - | - |

## Politique et administration

### Tendances politiques et résultats
- Résultats pleumeurois des différentes élections de ces vingt dernières années

Pour les scrutins à deux tours ne sont indiqués que les résultats du second tour.

#### Élections municipales
- 2014
  - Pierre Terrien (SE) : 50,75 %
  - Ronan Le Masson (SE) : 19.85 %
  - Jean-Yves Monfort (DVG) : 15,13 %
  - Yannig Quéré (DVG) : 14,27 %
- 2010 (élections anticipées en raison d'un trop grand nombre de démissions au sein du conseil)
  - Pierre Terrien (SE) : 43,92 %
  - Armelle Quéniat (DVG) : 35,65 %
  - Jean Seguin (DVG) : 20,43 %
- 2008
  - Armelle Quéniat (DVG) : 42,89 %
  - Dominique Citeau (DVD) : 35,12 %
  - Jean-Pierre Trillet (DVG) : 22,00 %
- 2001
  - Pierrick Perrin (PS) : 54,94 %
  - Dominique Citeau (DVD) : 45,06 %
- 1995
  - Pierrick Perrin (PS) : 51,25 %
  - Corentin Penn (SE) : 48,75 %

#### Élections présidentielles
- 2017
  - Emmanuel Macron (En marche !) : 81,70 %
  - Marine Le Pen (FN) : 18,30 %
- 2012
  - François Hollande (PS) : 65,71 %
  - Nicolas Sarkozy (UMP) : 34,29 %
- 2007
  - Ségolène Royal (PS) : 62,72 %
  - Nicolas Sarkozy (UMP) : 37,28 %
- 2002
  - Jacques Chirac (UMP) : 90,79 %
  - Jean-Marie Le Pen (FN) : 9,21 %
- 1995
  - Lionel Jospin (PS) : 59,10 %
  - Jacques Chirac (RPR) : 40,90 %

#### Élections législatives
- 2017
  - Eric Bothorel (LREM) : 73,58 %
  - Jean-Yves de Chaisemartin (UDI) : 26,42 %
- 2012
  - Corinne Erhel (PS) : 70,08 %
  - Xavier Lec'hvien (UMP) : 29,92 %
- 2007
  - Corinne Erhel (PS) : 62,47 %
  - Marie-Dominique Furet (UMP) : 37,53 %
- 2002
  - Alain Gouriou (PS) : 57,50 %
  - Jacques Saleün (UMP) : 42,50 %
- 1997
  - Alain Gouriou (PS) : 60,92 %
  - Yvon Bonnot (UDF/RPR) : 39,08 %
- 1993
  - Pierre-Yvon Trémel (PS) : 54,69 %
  - Yvon Bonnot (UDF/RPR) : 45,31 %

#### Élections cantonales/départementales
- 2015
  - Sylvie Bourbigot (EELV) / Michel Péroche (PS) : 55,74 %
  - Erven Léon (CD) / Nicole Michel (sans étiquette) : 44,26 %
- 2011
  - Sylvie Bourbigot (EELV) : 59,46 %
  - Erven Léon (CD) : 40,54 %
- 2004
  - Pierrick Perrin (PS) : 64,15 %
  - Michel Lissillour (UDF/UMP) : 35,85 %
- 1998
  - Pierrick Perrin (PS) : 64,35 %
  - Michel Lissillour (UDF/RPR) : 35,65 %
- 1992
  - Pierrick Perrin (PS) : 61,12 %
  - Léon Le Merdy (UDF/RPR) : 38,88 %

#### Élections régionales
- 2015
  - Jean-Yves Le Drian (PS) : 61,07 %
  - Marc Le Fur (Les Républicains) : 24,62 %
  - Gilles Pennelle (FN) : 14,32 %
- 2010
  - Jean-Yves Le Drian (PS) : 53,23 %
  - Bernadette Malgorn (UMP) : 26,52 %
  - Guy Hascoët (Europe Écologie) : 20,25 %
- 2004
  - Jean-Yves Le Drian (PS) : 67,93 %
  - Josselin de Rohan (UMP) : 32,07 %
- 1998
  - Marie-Reine Tillon (PS) : 42,95 %
  - Yvon Bonnot (UDF/RPR) : 31,30 %
  - Jean-Luc de Trogoff (FN) : 6,26 %
  - Martial Collet (LO) : 5,28 %
- 1992
  - Yvon Bonnot (UDF/RPR) : 28,59 %
  - Yves Dollo (PS) : 24,49 %
  - Edouard Quemper (PCF) : 12,74 %
  - Jean-Michel Sanquer (GE) : 8,79 %
  - Raymond Blanc (FN) : 5,98 %
  - Gérard Gautier (SE) : 5,63 %
  - Michel Balbot (Les Verts) : 5,38 %

#### Élections européennes
- 2009
  - Yannick Jadot (Europe Écologie) : 24,72 %
  - Christophe Béchu (UMP) : 20,42 %
  - Bernadette Vergnaud (PS) : 17,62 %
  - Jacques Généreux (PCF) : 10,40 %
  - Laurence de Bouard (NPA) : 8,22 %
  - Sylvie Goulard (Modem) : 6,91 %
- 2004
  - Bernard Poignant (PS) : 34,92 %
  - Marie-Hélène Aubert (Les Verts) : 12,46 %
  - Philippe Morillon (UDF) : 10,42 %
  - Roselyne Bachelot (UMP) : 8,49 %
  - Patrick Le Hyaric (PCF) : 7,47 %
- 1999
  - François Hollande (PS) : 25,24 %
  - Daniel Cohn-Bendit (Les Verts) : 17,39 %
  - Nicolas Sarkozy (RPR) : 10,30 %
  - Robert Hue (PCF) : 9,92 %
  - Charles Pasqua (RPR) : 7,97 %
  - François Bayrou (UDF) : 7,72 %
  - Arlette Laguiller (LO) : 7,09 %
- 1994
  - Dominique Baudis (RPR/UDF) : 21,06 %
  - Michel Rocard (PS) : 19,83 %
  - Bernard Tapie (PRG) : 11,45 %
  - Francis Wurtz (PCF) : 10,96 %
  - Philippe de Villiers (MPF) : 9,85 %
  - Jean-Marie Le Pen (FN) : 5,73 %

#### Référendums
- 2005 : « Approuvez-vous le projet de loi qui autorise la ratification du traité établissant une Constitution pour l'Europe ? »
  - Non : 51,36 %
  - Oui : 48,64 %
- 2000 : « Approuvez-vous le projet de loi constitutionnelle fixant la durée du mandat du président de la République à cinq ans ? »
  - Oui : 81,22 %
  - Non : 18,78 %
- 1992 : « Approuvez-vous le projet de loi soumis au peuple français par le Président de la République autorisant la ratification du traité sur l'Union européenne ? »
  - Oui : 59,35 %
  - Non : 40,65 %

### Liste des maires
| Période        | Période               | Identité                                    | Étiquette    | Qualité                                                                    |
| -------------- | --------------------- | ------------------------------------------- | ------------ | -------------------------------------------------------------------------- |
| février 1790   | ?                     | Yves Le Tensorer                            |              |                                                                            |
| ?              | juillet 1800          | Henry Le Bris                               |              |                                                                            |
| juillet 1800   | septembre 1800        | Nicolas Prat                                |              |                                                                            |
| septembre 1800 | janvier 1808          | Guillaume Le Diolen                         |              |                                                                            |
| janvier 1808   | septembre 1813        | François Prat                               |              |                                                                            |
| septembre 1813 | septembre 1815        | Yves Le Guillouzer                          |              |                                                                            |
| septembre 1815 | septembre 1830        | Pierre Salaün                               |              |                                                                            |
| septembre 1830 | février 1838          | Jean-Louis Le Coz                           |              |                                                                            |
| février 1838   | août 1848             | Jean Riou                                   |              |                                                                            |
| août 1848      | mai 1852              | Nicolas de Nompère de Champagny (1790-1863) |              |                                                                            |
| juillet 1852   | octobre 1852          | Jean-Louis Le Coz                           |              |                                                                            |
| octobre 1852   | août 1860             | Jean-Marie Salaün                           |              |                                                                            |
| août 1860      | juillet 1876          | Yves Le Yaouanc                             |              |                                                                            |
| juillet 1876   | janvier 1881          | François-Marie Lissillour                   |              |                                                                            |
| janvier 1881   | mai 1888              | Yves Le Yaouanc                             |              |                                                                            |
| mai 1888       | décembre 1933 (décès) | Henri de Nompère de Champagny (1859-1933)   | Conservateur | Conseiller général de Perros-Guirec (1885 → 1898 et 1904 → 1905)           |
| janvier 1934   | mai 1935              | Louis Querrec                               |              |                                                                            |
| mai 1935       | mars 1941             | Pierre Le Flanchec                          |              |                                                                            |
| mai 1941       | janvier 1944          | Léon Guillou                                |              |                                                                            |
| février 1944   | mars 1945             | Anastase Briand                             |              |                                                                            |
| mai 1945       | octobre 1947          | Robert Guillou                              |              |                                                                            |
| octobre 1947   | juillet 1962 (décès)  | Armand Lagain (1900-1962)                   | SFIO         | Instituteur                                                                |
| septembre 1962 | mars 1971             | Louis Potin                                 |              |                                                                            |
| mars 1971      | juin 1989             | Corentin Penn (1938-2021)                   | SE           |                                                                            |
| juin 1989      | mars 2008             | Pierrick Perrin (1940-2024)                 | PS           | Cadre supérieur à la Caf Conseiller général de Perros-Guirec (1998 → 2011) |
| mars 2008      | mars 2010             | Armelle Quéniat                             | DVG          | Technicienne dans les télécommunications                                   |
| mars 2010      | En cours              | Pierre Terrien                              | DVD          | Commercial agroalimentaire retraité                                        |

### Jumelages
- Crosshaven (Irlande)